# Pola
Pola (AFI: /ˈpɔla/; in croato Pula; in istroveneto Poła; in istrioto Puola; in sloveno Pulj; in tedesco Pola) è una città della Croazia di 52 220 abitanti (stando al censimento del 2021), la maggiore dell'Istria nonché suo capoluogo storico.
Centro abitato fondato nell'età del bronzo da popolazioni appartenenti alla cultura dei castellieri con il nome di Pola, divenne poi capitale e centro più importante degli Istri insieme a Nesazio (Nesactium). Conquistata dagli antichi Romani nel 177 a.C., fu rinominata Pietas Iulia, fermo restando che restò in uso anche il nome Pola. Dopo la caduta dell'Impero romano d'Occidente, la città entrò nell'orbita dell'Impero Romano d'Oriente, per poi costituirsi in libero comune nel 1177. La città fu annessa alla Repubblica di Venezia nel 1148, rimanendo nei suoi domini marittimi per quasi cinque secoli, per essere in seguito annessa all'Impero austriaco. Rimase sotto il diretto controllo austriaco fino al 1918, quando fu annessa al Regno d'Italia, per poi passare nel 1947 alla Jugoslavia e infine, nel 1991, alla Croazia.
A causa di queste vicissitudini storiche, la composizione etnica di Pola cambiò nei secoli, soprattutto dopo la seconda guerra mondiale, a cui seguì l'esodo della gran parte della popolazione italiana, che all'epoca costituiva la larga parte dei residenti a Pola. Oggi la maggioranza dei cittadini di Pola è croata (il 77,37% della popolazione totale, stando al censimento del 2011), seguita dai serbi (6,01%), dagli italiani (4,43%), dai bosgnacchi (3,5%) e dagli sloveni (0,9%).
Pola ha avuto un tessuto industriale molto forte, formato principalmente da cantieristica navale, industrie manifatturiere, industrie alimentari, industrie edili e industrie metallurgiche, che vede le sue origini nel periodo asburgico e il massimo sviluppo nel periodo dell'ex Jugoslavia; dall'indipendenza croata e dall'inizio della privatizzazione delle industrie statali, tuttavia, la città ha vissuto un periodo di progressiva decadenza, che ha determinato il fallimento di molte industrie del passato. 
A Pola sono presenti numerose aree turistiche frequentate perlopiù nella stagione estiva, tra cui le isole Brioni. Pola è anche la destinazione finale dell'itinerario ciclistico EuroVelo 9, che inizia a Danzica, in Polonia. Il monumento più importante presente in città è l'Arena di Pola, che funge anche da simbolo della città e che è tra gli anfiteatri di età romana meglio conservati al mondo. 
Pola è una delle sedi vescovili della Diocesi di Parenzo e Pola, suffraganea dell'Arcidiocesi di Fiume.

## Geografia fisica

### Territorio
Pola è situata lungo la costa adriatica e fa parte della regione geografica italiana, per i cui confini orientali tradizionalmente si indicano solitamente la catena delle Alpi Giulie e il Golfo del Quarnaro, a cui fa riferimento anche Dante Alighieri nella Divina Commedia. La città si estende su sette colli come Roma, che in questo caso sono Castello, Zaro, San Michel, Castagner, Monte Ghiro, San Martin, Monte Paradiso, nella parte più interna di un vasto golfo.
L'area su cui si estende il comune di Pola misura 51,65 km2, di cui 41,59 km2 di terra e 10,15 km2 di superficie marina, che è costeggiata dagli isolotti disabitati di San Girolamo, Cosada e Veruda. Nel punto in cui è sorta la città è stato realizzato un porto ben protetto dalle insenature circostanti, la cui profondità massima è di 38 metri, che è aperto verso nord est grazie a due imbocchi, uno verso il mare e l'altro verso il canale di Fasana.

### Clima
Protetta dai venti freddi provenienti da nord grazie alla catena delle Alpi, che distano circa 200 km e che ne mitigano le escursioni termiche grazie anche alla presenza del mare, Pola ha un clima subtropicale umido (Classificazione dei climi di Köppen) con temperature gradevoli d'estate e non troppo gelide d'inverno. Le estati sono spesso calde durante il giorno e relativamente fresche alla sera, sebbene siano relativamente comuni picchi di caldo.
L'umidità è consistente, e la temperatura media d'estate è di +23 °C durante luglio e agosto, mentre in inverno è di +6 °C durante gennaio e febbraio, con 240 giorni all'anno dove la temperatura è superiore a +10 °C. Ci sono due venti che soffiano su Pola: la bora, vento catabatico freddo di provenienza est/nord-est che soffia d'inverno con particolare intensità; lo scirocco, vento caldo proveniente da sud-est che porta piogge. Su Pola soffia anche il maestrale, vento estivo che spira dal mare verso l'entroterra.
Quelli che seguono sono i dati climatologici salienti di Pola:
| Pola                               | Mesi | Mesi | Mesi | Mesi | Mesi | Mesi | Mesi | Mesi | Mesi | Mesi | Mesi | Mesi  | Stagioni | Stagioni | Stagioni | Stagioni | Anno  |
| Pola                               | Gen  | Feb  | Mar  | Apr  | Mag  | Giu  | Lug  | Ago  | Set  | Ott  | Nov  | Dic   | Inv      | Pri      | Est      | Aut      | Anno  |
| ---------------------------------- | ---- | ---- | ---- | ---- | ---- | ---- | ---- | ---- | ---- | ---- | ---- | ----- | -------- | -------- | -------- | -------- | ----- |
| T. max. media (°C)                 | 10,0 | 10,0 | 13,0 | 16,0 | 21,0 | 25,0 | 28,0 | 28,0 | 24,0 | 20,0 | 14,0 | 10,0  | 10,0     | 16,7     | 27,0     | 19,3     | 18,3  |
| T. media (°C)                      | 6    | 6    | 8,5  | 12,0 | 16,5 | 20,5 | 23,0 | 23,0 | 19,5 | 16,0 | 10,5 | 7,0   | 6,3      | 12,3     | 22,2     | 15,3     | 14,0  |
| T. min. media (°C)                 | 2,0  | 2,0  | 4,0  | 8,0  | 12,0 | 16,0 | 18,0 | 18,0 | 15,0 | 12,0 | 7,0  | 4,0   | 2,7      | 8,0      | 17,3     | 11,3     | 9,8   |
| Precipitazioni (mm)                | 78,0 | 64,0 | 65,0 | 70,0 | 56,0 | 53,0 | 48,0 | 75,0 | 85,0 | 85,0 | 80,0 | 112,0 | 254,0    | 191,0    | 176,0    | 250,0    | 871,0 |
| Giorni di pioggia                  | 12,0 | 12,0 | 12,0 | 13,0 | 13,0 | 13,0 | 10,0 | 11,0 | 11,0 | 12,0 | 13,0 | 13,0  | 37,0     | 38,0     | 34,0     | 36,0     | 145,0 |
| Giorni di cielo sereno             | 3,0  | 4,0  | 5,0  | 6,0  | 8,0  | 9,0  | 10,0 | 9,0  | 7,0  | 5,0  | 3,0  | 3,0   | 10,0     | 19,0     | 28,0     | 15,0     | 72,0  |
| Eliofania assoluta (ore al giorno) | 33   | 40   | 42   | 43   | 53   | 56   | 67   | 64   | 58   | 45   | 30   | 33    | 35,3     | 46       | 62,3     | 44,3     | 47    |

## Storia

### Epoca preistorica

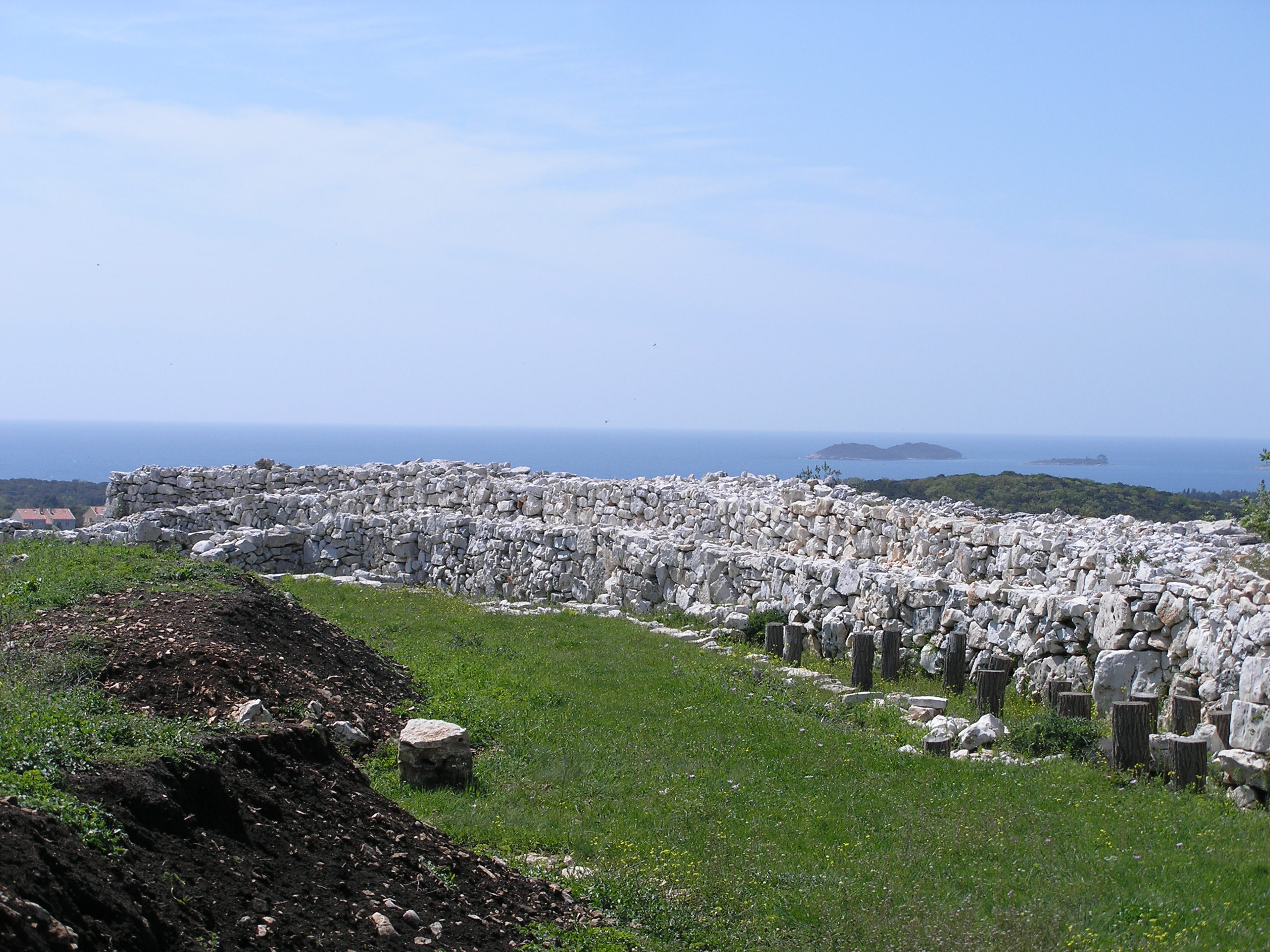
Sito preistorico appartenente alla cultura dei castellieri situato a Moncodogno, non lontano da Pola

Le prime prove di presenza umana nei pressi di Pola hanno una datazione che si aggira a circa un milione di anni fa. Tali testimonianze si riferiscono a fossili di Homo erectus rinvenuti a San Daniele (cro. Šandalja), località poco distante da Pola. Sempre nei dintorni della città istriana, sono state rinvenute delle ceramiche neolitiche databili tra il 6000 e il 2000 a.C., dimostrando la presenza di un insediamento abitato stanziale.
I reperti trovati a Pola ascrivibili a un periodo storico successivo a quelli precedentemente citati risalgono ell'età del bronzo medio, che sono databili tra il 1800 e il 1000 a.C. e che appartengono alla cultura dei castellieri, la quale si sviluppò in Istria per poi espandersi successivamente in Friuli (chiamati cjastelîr in friulano), Venezia Giulia, Dalmazia, Veneto e nelle loro zone limitrofe. Gli insediamenti dei castellieri trovati vicino a Pola, che sono chiamati "gradina" (cr. gradište), sono delle tombe a tumulo. Di questa cultura preistorica sono stati trovati oggetti, nei dintorni di Pola, in osso lavorato, oggetti che servivano a lisciare o a perforare vari materiali, come ad esempio pelli, aghi per cucire e pendagli in bronzo a spirale.
Il tipo di materiale archeologico trovato nei dintorni di Pola dimostra che i castellieri stanziati in questa zona avessero contatti commerciali con diversi insediamenti umani situati lungo le sponde del Danubio. Gli abitanti dell'Istria che vissero nell'età del bronzo hanno poi dato origine agli Illiri, tant'è che sono conosciuti come "proto-illiri", ovvero una delle popolazioni che hanno poi dato origine agli Illiri propriamente detti.

### Epoca antica
λᾶα πάρα ξανθῆς Ἁρμονίης ὅφιος

ἄστυρον ἐκτίσσαντο, τό κεν φυγάδων τις ἐνίσποι

Porto del mar Illirio, dal serpente

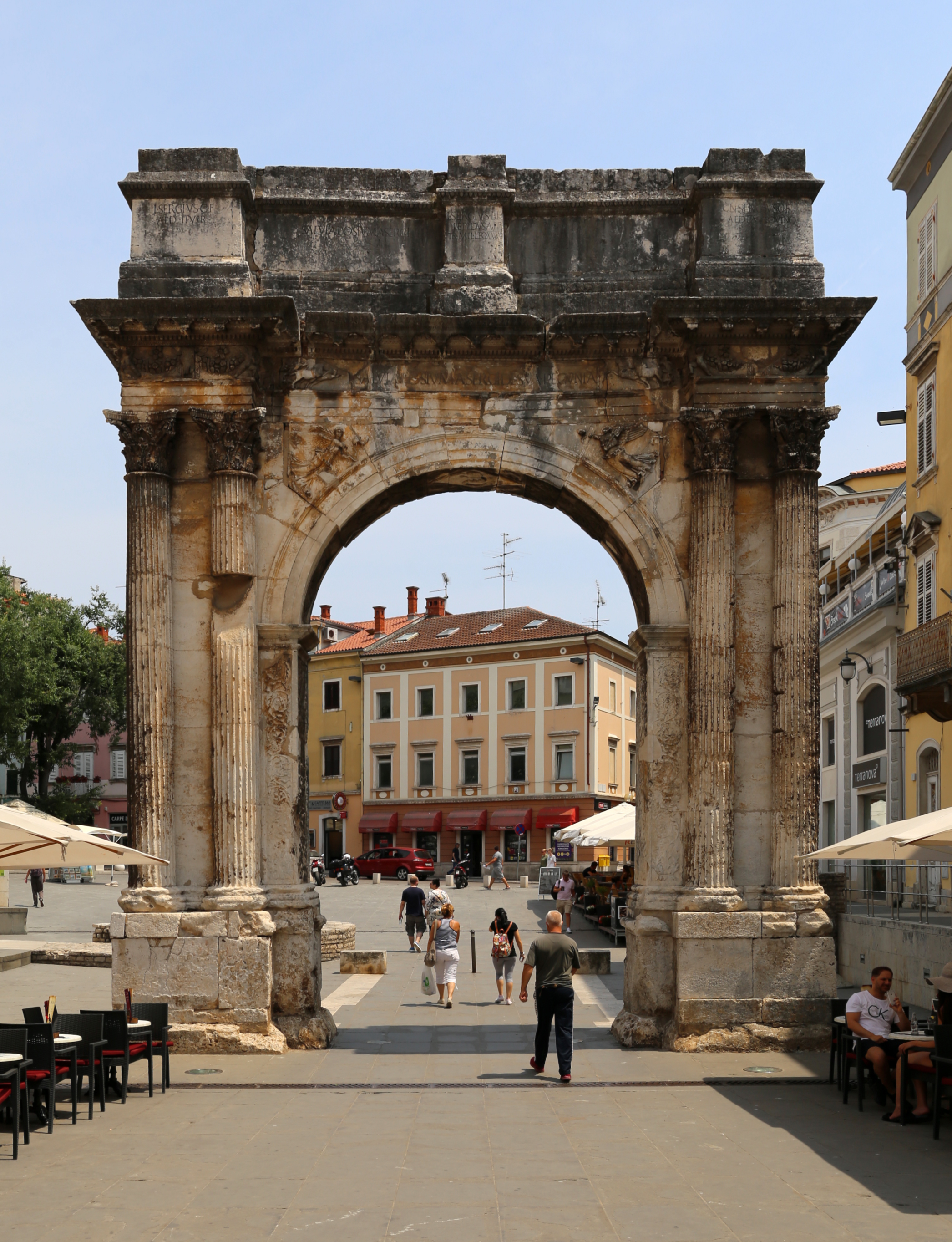
L'Arco dei Sergi (Porta Aurea)

Della bionda Armonia non guari lunge,

Astiro fabbricaronvi; cui diede

Alcun Greco fra gli esuli un tal nome,

E che in linguaggio lor Pola fu detta.»
(Callimaco, traduzione dell'abate Alberto Fortis, 1771. Questo stralcio dell'opera di Callimaco si riferisce a quella leggenda della mitologia greca, mai confermata da prove storiche, che vorrebbe la fondazione di Pola ascritta agli antichi Greci)
Ceramiche risalenti all'epoca dell'antica Grecia che appartenevano a una statua di Apollo sono state trovate nei dintorni di Pola a testimonianza che i suoi antichi abitanti avessero contatti costanti con la cultura greca. La mitologia greca vorrebbe, senza però che si siano state trovate prove storiche, che Pola fosse stata fondata da Giasone con il nome di Polai durante il suo tentativo di fuga, il cui percorso si sviluppò anche nel mare Adriatico settentrionale.
In età preromana la zona di Pola era popolata dagli Istri, tribù "venetica", che aveva legami con gli Illiri e che è ricordata da Strabone nelle sue opere come una popolazione vissuta in Istria fino al I secolo a.C.. In particolare, su Pola, Strabone scrive:
(Strabone, Geografia (ΓΕΩΓΡΑΦΙΚΑ), libro V, 1.9)

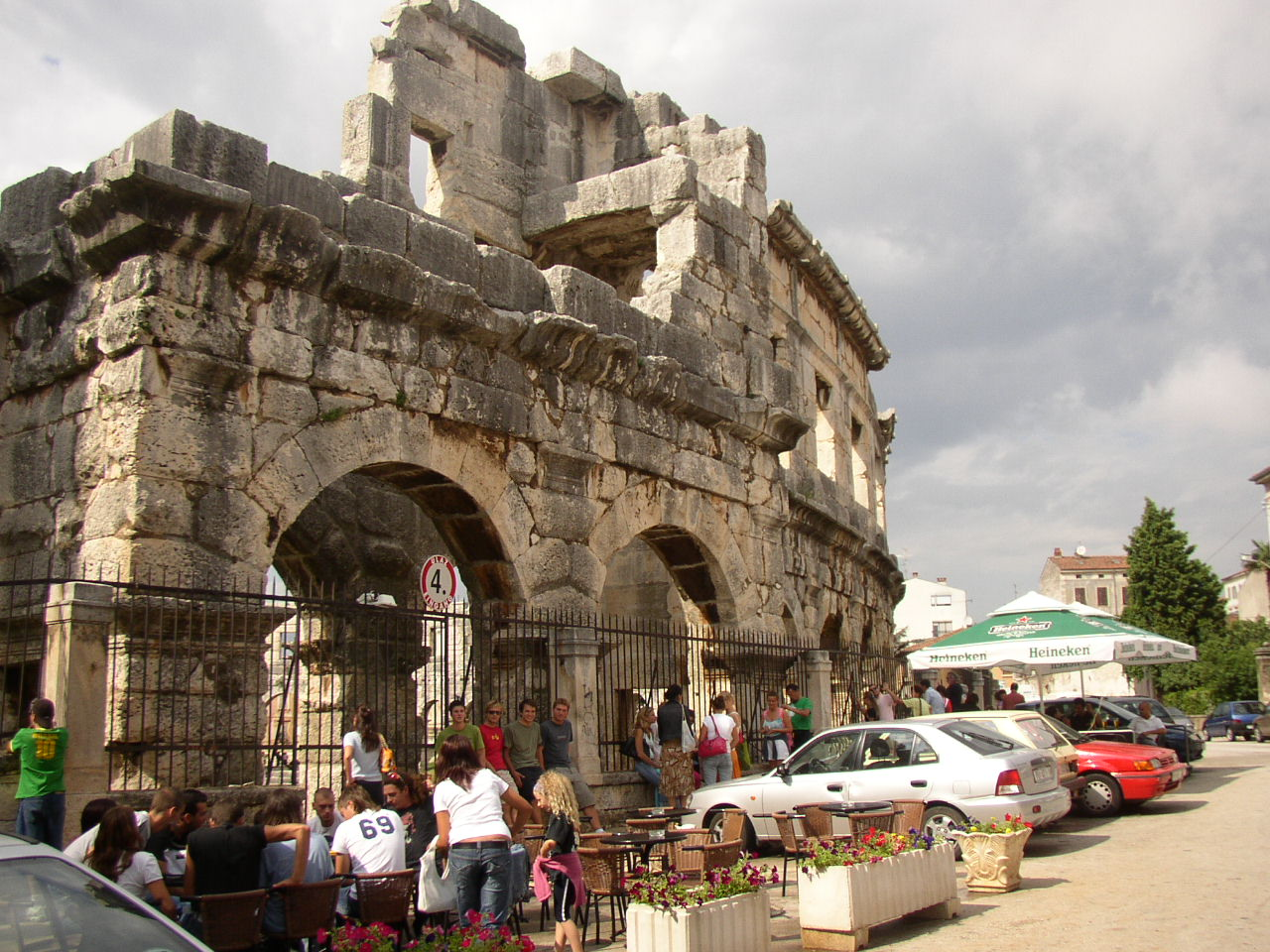
Scorcio dell'Arena di Pola

Capitale e massimo centro degli Istri era Nesactium, che era situata a una decina di chilometri dal moderno abitato di Pola, e che a sua volta era sorta sull'antica capitale dei castellieri già nota come Pola. La penisola istriana venne conquistata dagli antichi Romani nel 177 a.C., dopo di cui iniziò il processo di romanizzazione della regione. La capitale degli istri Nesactium fu in seguito ridenominata dai romani Alba Julia, fermo restando che restò in uso anche il nome Pola, antica denominazione usata ai tempi dei castellieri e poi giunta sino a noi. Il centro abitato di Alba Julia fu poi elevato al rango di colonia intorno al 46 a.C..

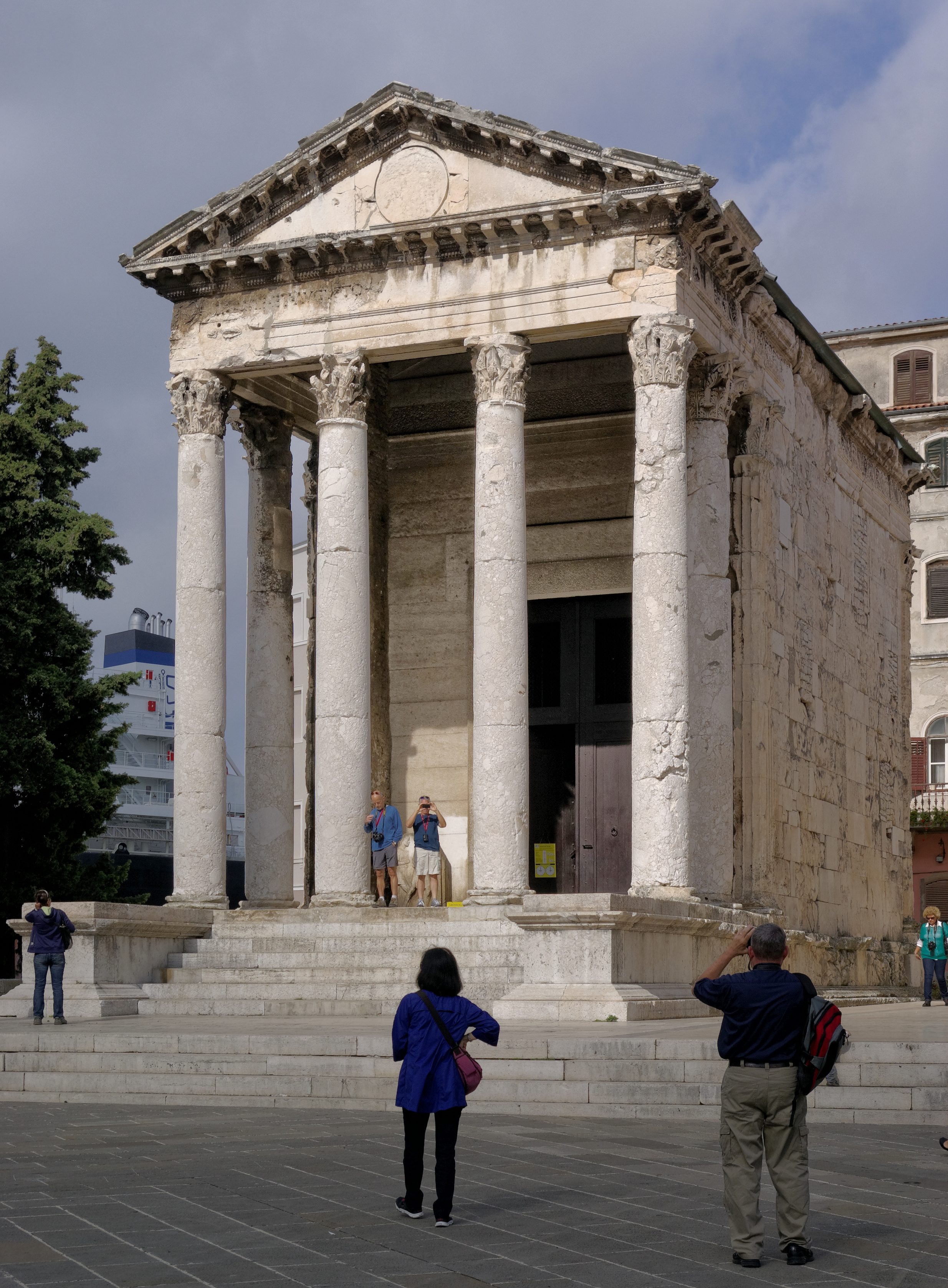
Tempio di Augusto e della dea Roma

Durante la guerra civile romana combattuta durante il triumvirato di Marco Antonio, Marco Emilio Lepido e Ottaviano contro gli assassini di Cesare, ovvero Bruto e Cassio, Alba Iulia prese le parti di quest'ultimo. Dopo la vittoria di Ottaviano, Alba Julia fu demolita e poi subito ricostruita con il nome di Colonia Pietas Iulia Pola Pollentia Herculanea, poi semplicemente conosciuta come Pietas Iulia, venendo inclusa nella regione augustea della Regio X Venetia et Histria, che nell'insieme formavano la cosiddetta "Italia romana".
A partire dall'elevamento al rango di colonia la città crebbe costantemente toccando l'apice con il raggiungimento dei 30 000 abitanti. Alba Julia diventò un importante porto con una vasta area sotto la sua amministrazione diretta. Pola fu città fiorente, dotata di prestigiose strutture urbane (fra cui un ampio foro, un arco trionfale, un anfiteatro e due teatri) e ornata di templi a cui si aggiunsero, nei primi secoli dell'era volgare, alcune basiliche paleocristiane. La presenza romana della zona di Pola è testimoniata da numerose epigrafi latine, che ci offrono un'idea della prosperità raggiunta da questo centro nell'antichità.
Degne di nota sono la costruzione dell'Arena di Pola, che avvenne tra il 27 a.C. e il 68 d.C., quando fu completata, nonché la realizzazione del Tempio di Augusto e della dea Roma, dell'acquedotto, della fognatura e di imponenti mura cittadine con dieci porte cittadine, di cui solo tre sono giunte sino a noi: l'Arco dei Sergi (originariamente chiamato Porta Aurea), la Porta Erculea e la Porta Gemina. Durante il principato dell'imperatore Settimio Severo il nome della città fu cambiato in Res Publica Polensis, quindi con un richiamo a Pola, antico nome all'epoca dei castellieri. Nel 326 d.C. a Pola fu giustiziato Crispo, mentre nel 354 d.C. venne ucciso Costanzo Gallo.

### Epoca medievale

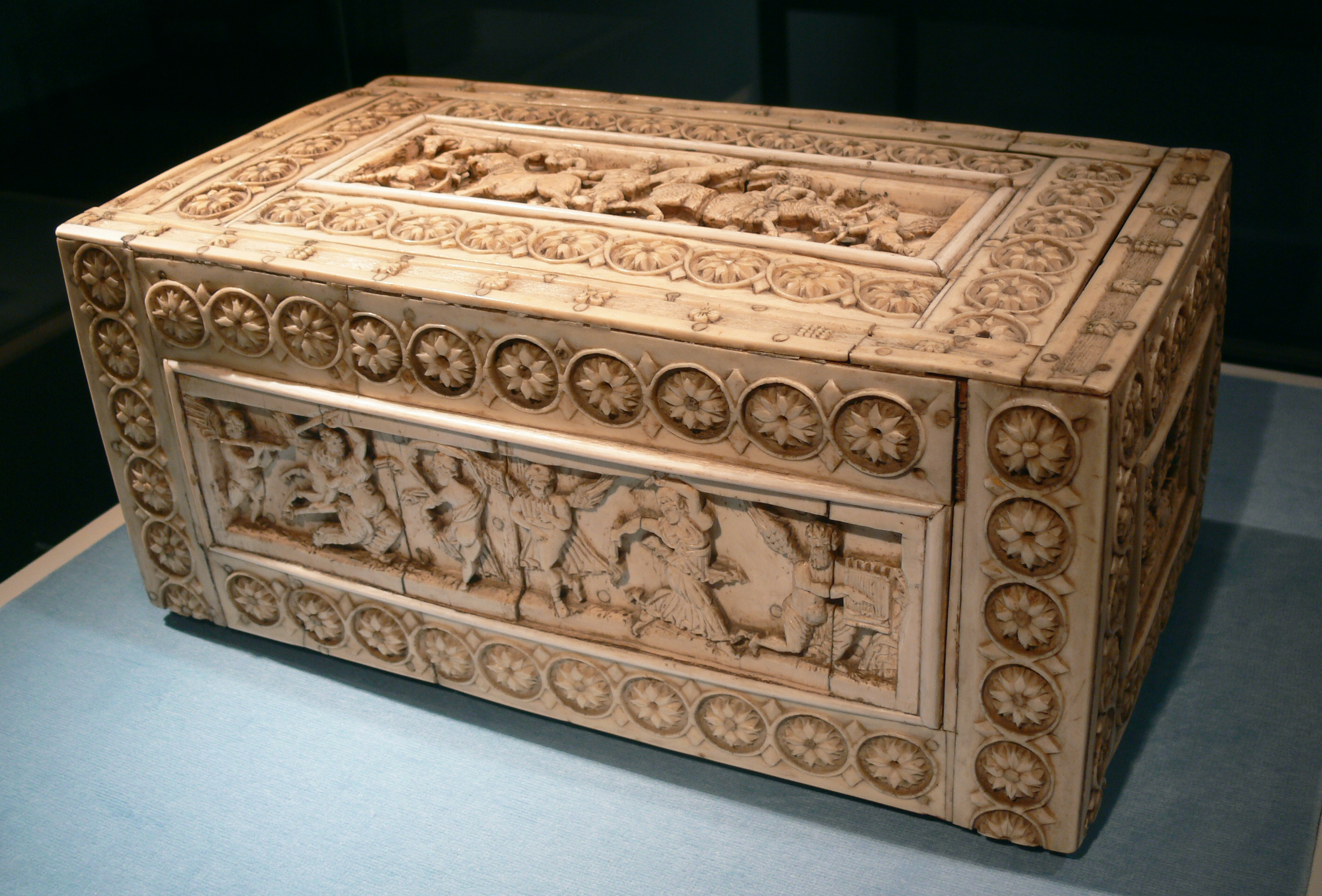
Reliquiario d'avorio risalente all'XI secolo conservato al museo archeologico di Pola

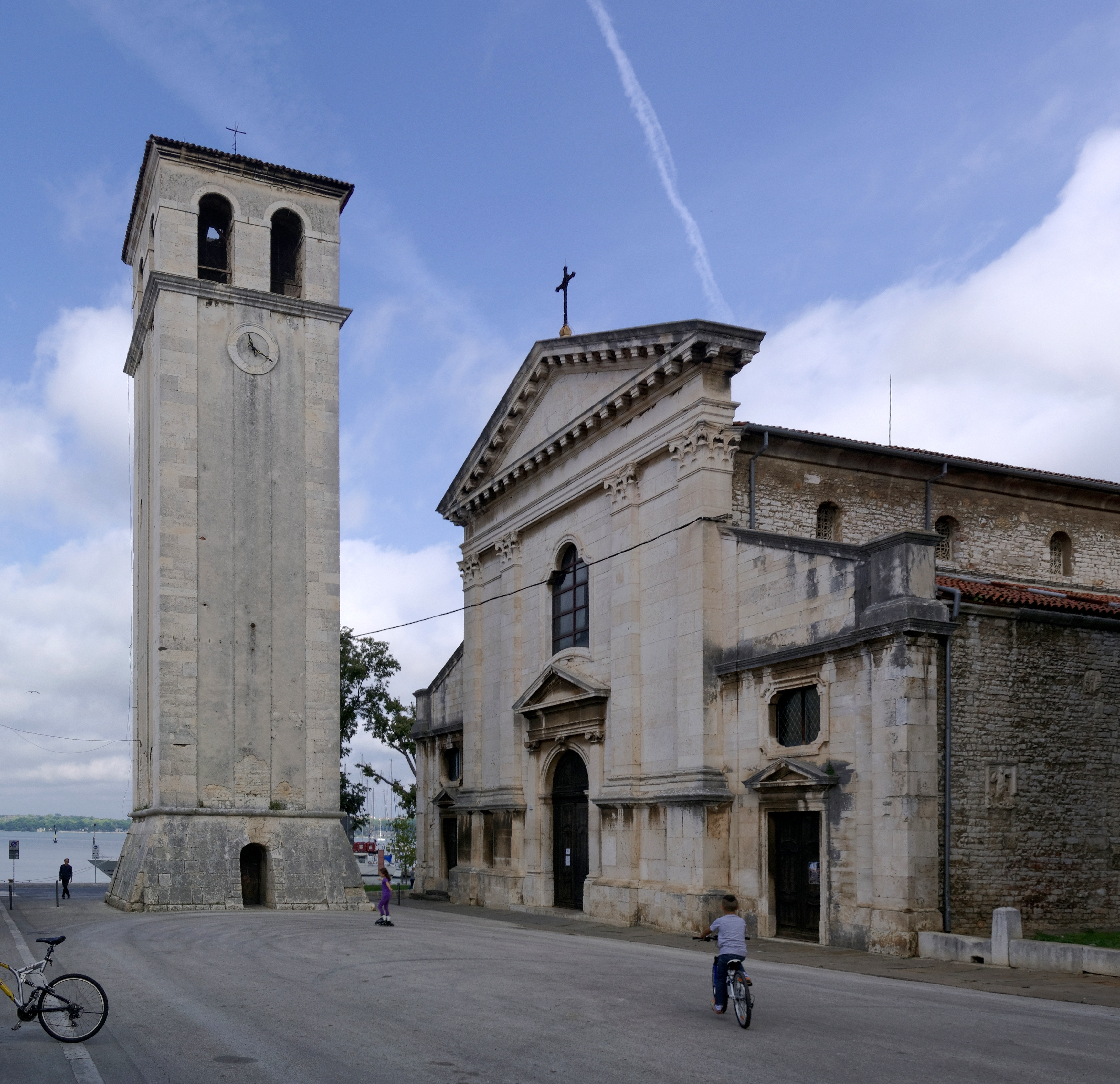
La Concattedrale dell'Assunzione della Beata Vergine Maria, che fu realizzata nel V secolo

Dopo le invasioni barbariche del V secolo e la caduta dell'Impero romano d'Occidente, di cui Pola faceva parte, la città entrò, durante il secolo successivo, nell'orbita dell'Impero romano d'Oriente. Pola si costituì in libero comune nel 1177, anche se la città era già nell'ambito della sfera di influenza della Repubblica di Venezia, cui doveva pagare un tributo annuale.
Dopo la caduta dell'Impero romano d'Occidente Pola fu prima conquistata dagli Ostrogoti, divenendo foederate civitatem nel 493 d.C. e restandoci nel 538 d.C., quando entrò a far parte della Venetikà, distretto dell'Esarcato d'Italia costituito nel 584 dall'imperatore Maurizio, scorporandolo dalla precedente eparchia Annonaria. Così, Pola accrebbe gradualmente la sua importanza, fino a diventare il maggior porto militare dell'Impero bizantino.
In tale periodo fu realizzata la Concattedrale dell'Assunzione della Beata Vergine Maria nello stesso punto in cui in epoca romana sorgeva un tempio dedicato a Giove Conservatore, poi trasformato in una piccola chiesa e infine, nel V secolo, nella moderna basilica, che fu dotata di tre navate, grande il doppio rispetto alla chiesetta precedente.
Nel 751 Pola, insieme al resto dell'Istria, venne conquistata dal re dei Longobardi Astolfo. Con la conquista del Regno longobardo da parte di Carlo Magno nel 774, l'Istria, in virtù della sua posizione periferica, rimase un territorio autonomo fino a che non venne riannessa da Pipino, figlio di Carlo, nel 788. In età carolingia, Pola entrò a far parte del Regnum Italiae, che era parte dell'Impero carolingio. Con il regno di Berengario I, la marca d'Istria entrò nell'orbita della più potente marca di Verona.
Sceso in Italia a seguito della chiamata della regina Adelaide, il 10 ottobre 951 Ottone I di Sassonia assunse a Pavia il titolo di rex Francorum et Italicorum e l'anno successivo assegnò la marca di Verona al fratello, il duca di Baviera Enrico. A causa delle ripetute ribellioni di Enrico, l'imperatore Ottone II assegnò la marca di Verona al duca di Carinzia Ottone di Worms. Nel 1040 l'imperatore Enrico III assegnò la marca d'Istria al margravio di Carniola Poppo I.

### Il periodo veneziano (1331-1797)

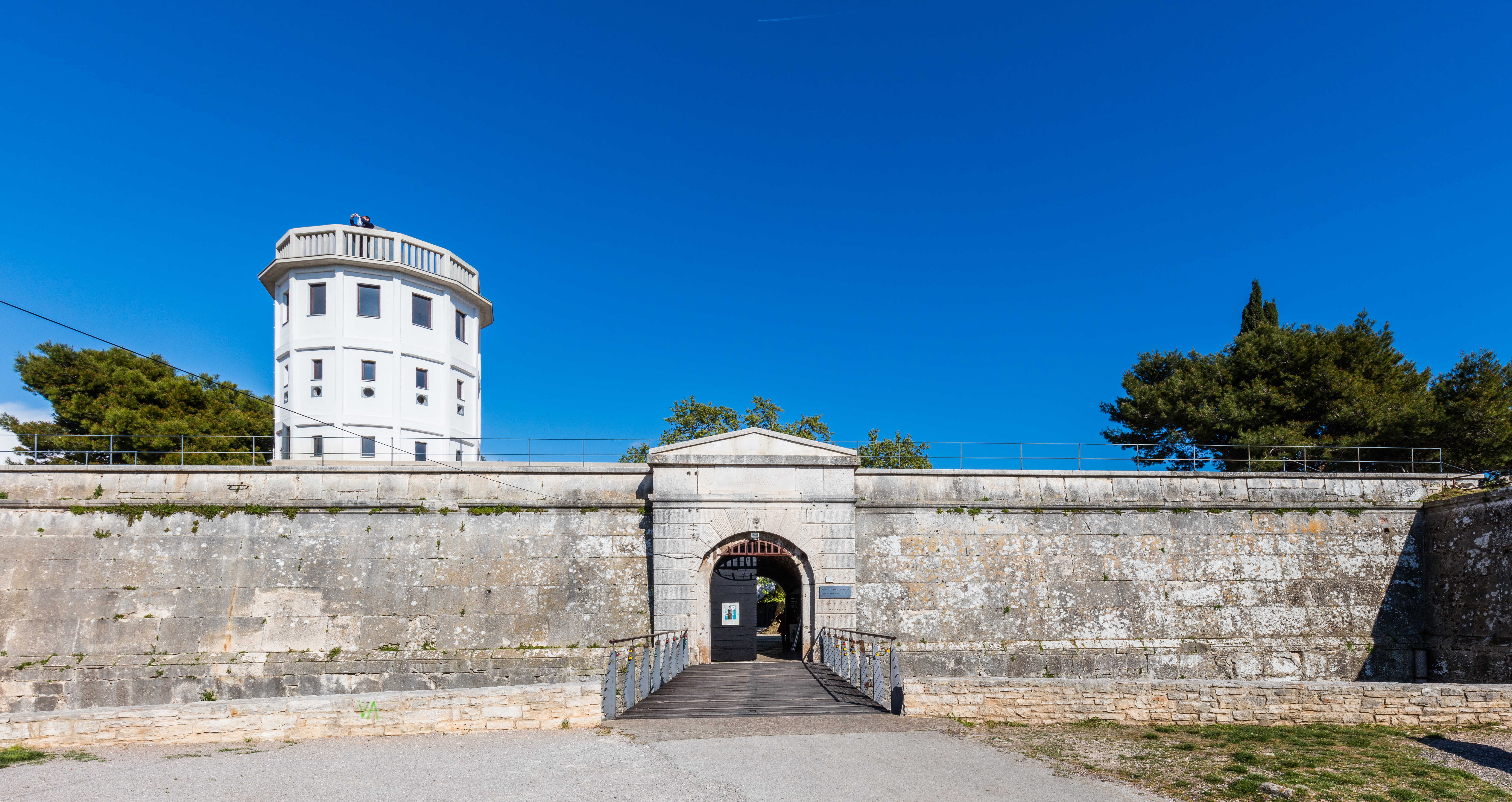
La fortezza veneziana di Pola

Pola fu conquistata nel 1148 dalla Repubblica di Venezia, assoggettamento che fu preannunciato nel 1150 da un'alleanza anche militare. Pola entrò ufficialmente a fare parte dei dominii veneziani nel 1331, in particolare di quelli marittimi, che erano chiamati Stato da Mar, restandoci per quasi cinque secoli (tranne una breve parentesi avvenuta nel corso dell'anno 1192 quando fu parte della Repubblica di Pisa) fino alla caduta della Repubblica di Venezia, che avvenne nel 1797.

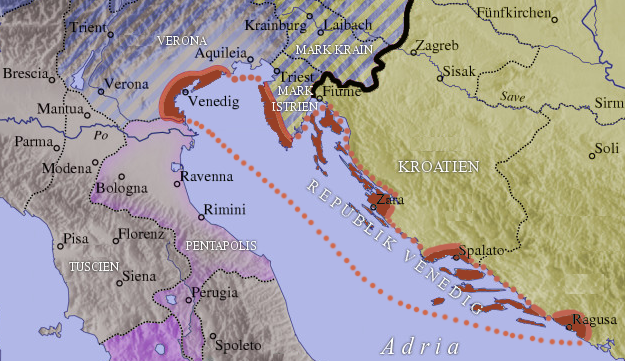
Mappa delle zone di influenza della Repubblica di Venezia intorno all'anno 1000

Pola subì anche una serie di assedi da parte della Repubblica di Genova, storica nemica di quella veneziana, nel 1267, nel 1379 e nel 1397, che però non portarono ad annessioni nei domini marittimi genovesi, che erano chiamati Paesi d'oltremare. Analoghe azioni, oltre che dai genovesi, furono compiute dal Regno d'Ungheria e dall'Arciducato d'Austria, attacchi che portarono spesso a distruzioni di parte del centro abitato.
Per la sua posizione strategica Pola era utilizzata come scalo intermedio tra Venezia e l'Oriente. La galee veneziane provenienti dall'Oriente scaricavano a Pola i loro cannoni per ridurre il proprio pescaggio, in considerazione dei bassi fondali del Canal Grande di Venezia; le galee veneziane, nel tragitto inverso dirette quindi in Oriente, sostavano a Pola a caricare i cannoni.
Pola seguì la Repubblica di Venezia nel suo lungo e costante declino che ebbe inizio nel XVI secolo dopo la colonizzazione europea delle Americhe e la scoperta di nuove rotte commerciali esterne al Mar Mediterraneo.
La crisi economica di Pola fu accelerata a causa della guerra civile tra le varie famiglie dominanti polesi, tra cui i Sergii.

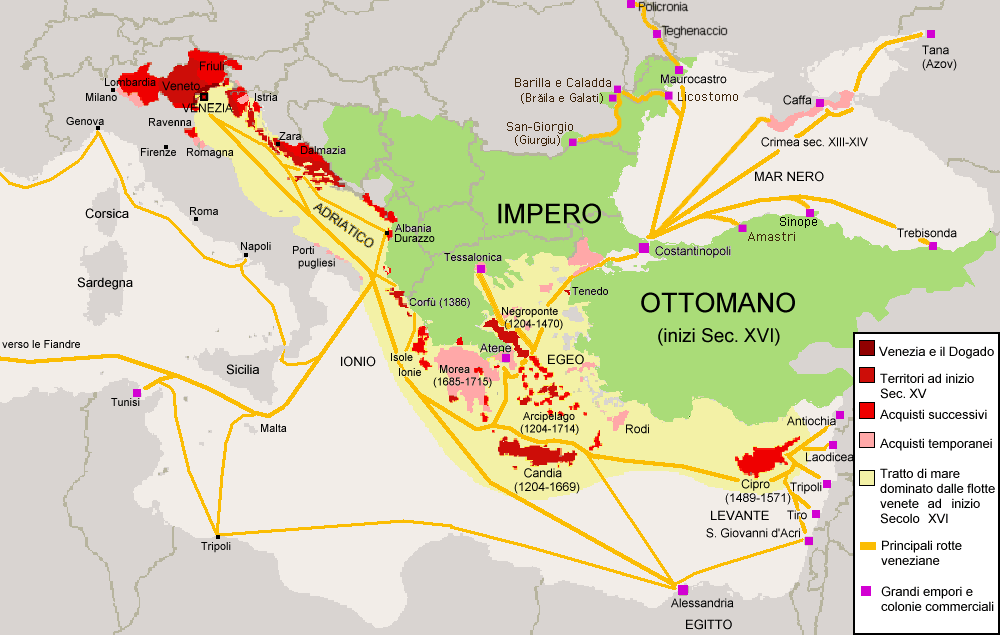
Mappa della rete commerciale, di cui Pola risultava uno snodo importante, e dei possedimenti della Repubblica di Venezia tra il XV e il XVI secolo, nel periodo di massima espansione

Questi ultimi, durante il loro periodo di splendore, ridiedero il nome a Porta Aurea, che divenne Arco dei Sergi.
Pola subì in questi secoli anche diverse epidemie, soprattutto di malaria e di tifo, che falcidiarono gran parte della popolazione. Tutti questi eventi portarono la popolazione di Pola a scendere a 3 000 abitanti verso la metà del XVIII secolo, perlopiù concentrati a est del centro storico, area ora coperta dal Bosco Siana.
Nel 1291 Pola fu compresa nel patriarcato di Aquileia, in seguito soppresso venendo sostituito dal patriarcato di Venezia. Dante Alighieri, durante i suoi viaggi, visitò Pola, soggiornando presso l'antica abbazia di San Michele in Monte (oggi forte San Michele), dedicandole i celebri versi del canto IX dell'Inferno (vv. 112-114), prima delle tre cantiche della Divina Commedia:
(Dante Alighieri, Divina Commedia, Inferno, canto IX, vv. 112-114)

### Il periodo napoleonico (1797-1814)
Con la caduta della Repubblica di Venezia (1797), in seguito al trattato di Campoformio, che avvenne nello stesso anno, gli ex territori della repubblica veneziana, un tempo costituiti dal Dogado, dallo Stato da Tera e dallo Stato da Mar (con quest'ultimo che comprendeva anche l'Istria, e con essa Pola) vennero ceduti all'Arciducato d'Austria, che in cambio riconobbe la Repubblica cisalpina, Stato satellite della Prima Repubblica francese.
L'Istria rimase dominio austriaco fino al 1803, quando fu occupata dall'Armée de terre francese e riunita al Regno d'Italia napoleonico. Nel 1809 Pola passò, assieme all'intera Istria, alle Province Illiriche, governatorato dipendente dal Primo Impero francese.
Dopo la sconfitta di Napoleone nella battaglia di Lipsia, e il crollo definitivo dell'Primo Impero francese, Pola ritornò sotto il dominio dell'Impero austriaco, Stato successore dell'Arciducato d'Austria.

Mappa dell'Italia nel 1810, in piena epoca napoleonica. In blu è segnato il Primo Impero francese, mentre in verde il Regno d'Italia napoleonico

### Il periodo austriaco (1814-1918)

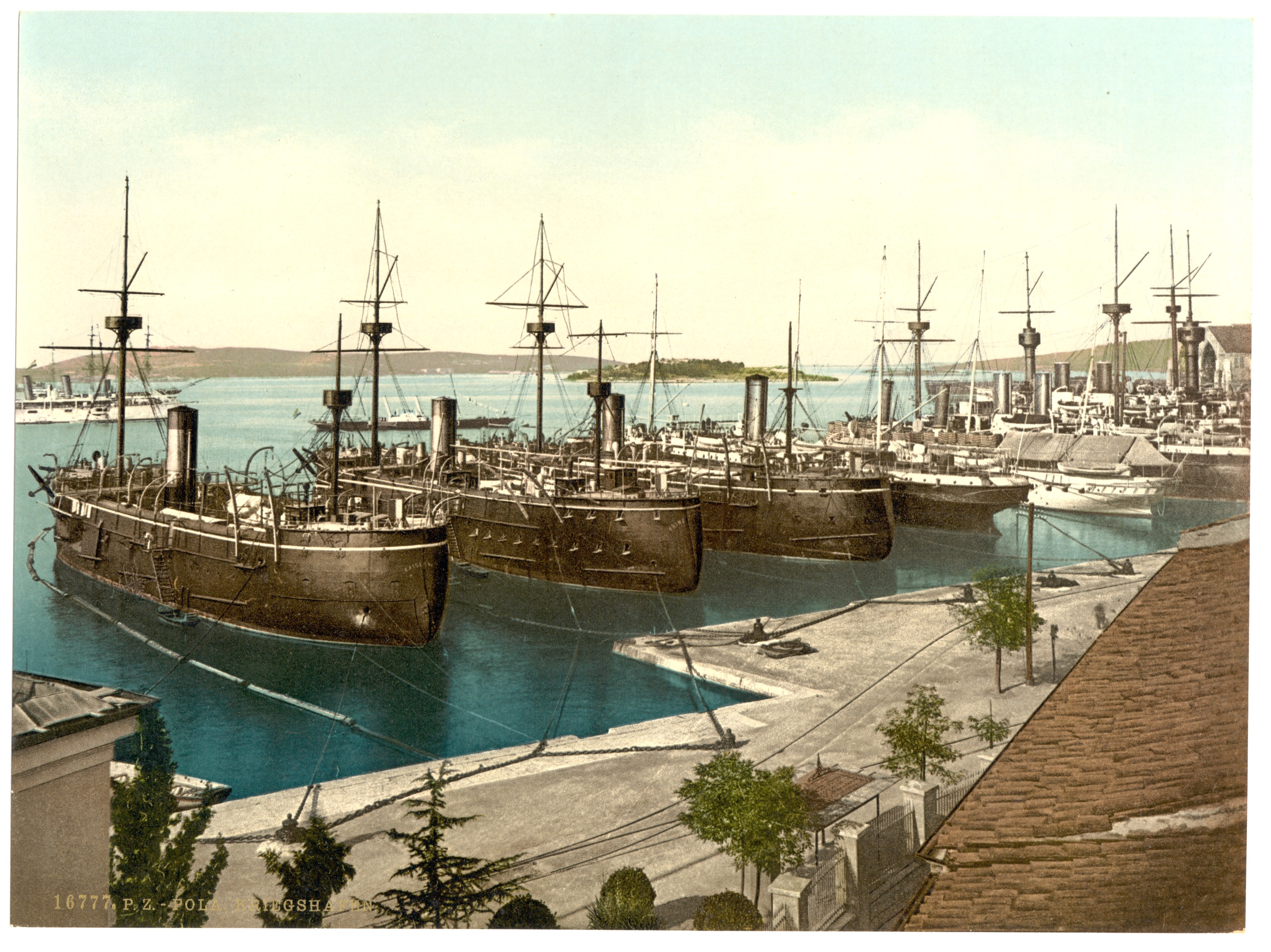
Porto militare tra il 1890 e il 1900

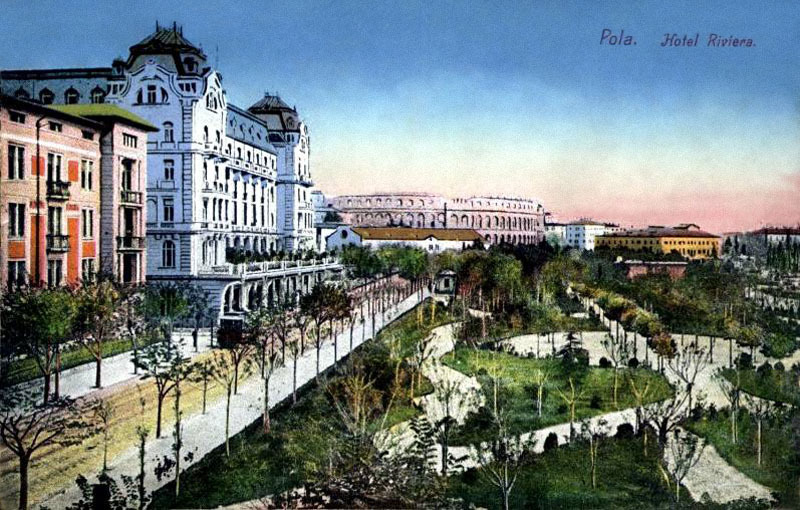
Pola nel 1904

Dopo il Congresso di Vienna la città di Pola, insieme all'intera Istria, fu assegnata all'Impero austriaco venendo poi inquadrata nella regione amministrativa del Litorale austriaco.
In seguito all'Ausgleich (ovvero alla riforma costituzionale promulgata il 12 giugno 1867 dall'imperatore d'Austria Francesco Giuseppe con la quale l'Ungheria otteneva una condizione di parità con l'Austria all'interno della monarchia asburgica, segnando il passaggio dall'Impero austriaco all'Impero austro-ungarico) Pola, da quel momento segnata sulle cartine austriache con il nome italiano di Pola, rimase sotto il diretto dominio austriaco fino al 1918, quando fu riunita al Regno d'Italia.
Sotto la corona austriaca Pola tornò a prosperare economicamente, poiché il suo porto divenne il più importante dell'Impero austriaco e fu utilizzato anche come cantiere navale e come base navale quando, nel 1859, fu scelto come base da Hans Dahlerup, ammiraglio danese al servizio dell'Impero austriaco.
Successivamente Pola crebbe come importanza, soprattutto economica, divenendo un importante centro industriale, di riferimento per l'intera zona. Le isole Brioni, situate a nord ovest di Pola, diventarono una rilevante meta turistica tanto da diventare il luogo di villeggiatura della Casa d'Asburgo.
Vero punto di svolta per la città furono i moti del 1848, che portarono anche a Pola importanti venti rivoluzionari. L'evento più importante per la città fu la cessione del Venezia Euganea all'Italia nel 1866, che avvenne dopo la terza guerra d'indipendenza italiana. L'Impero austro-ungarico, infatti, fece di Pola la propria base navale militare principale avendo perso Venezia.

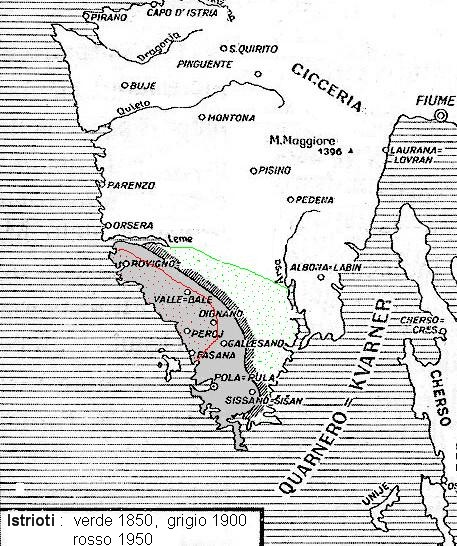
Aree di diffusione della lingua istriota. Segnata in verde la sua diffusione nel 1850, segnata in grigio nel 1900 e segnata in rosso nel 1950. Nell'anno 2000 la sua diffusione era concentrata solo in sei comuni istriani (Rovigno, Dignano, Valle, Fasana, Gallesano e Sissano)

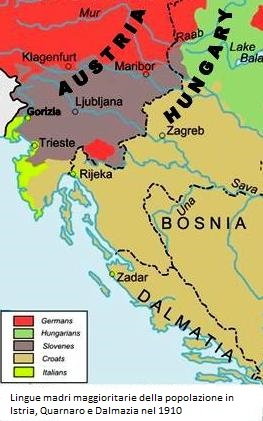
Lingue madri maggioritarie della popolazione in Istria, Quarnaro e Dalmazia nel 1910

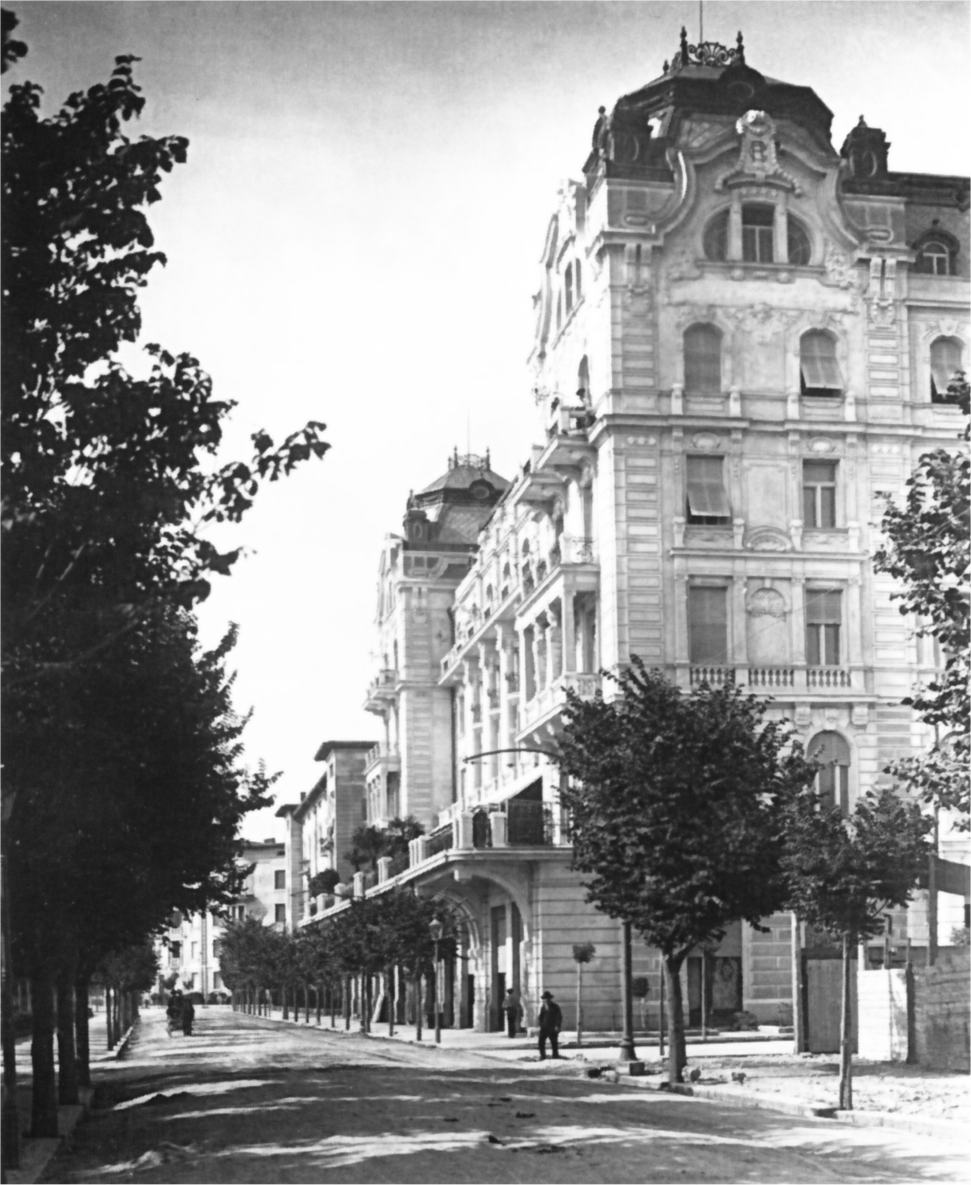
Il Grand Hotel Riviera, 1910

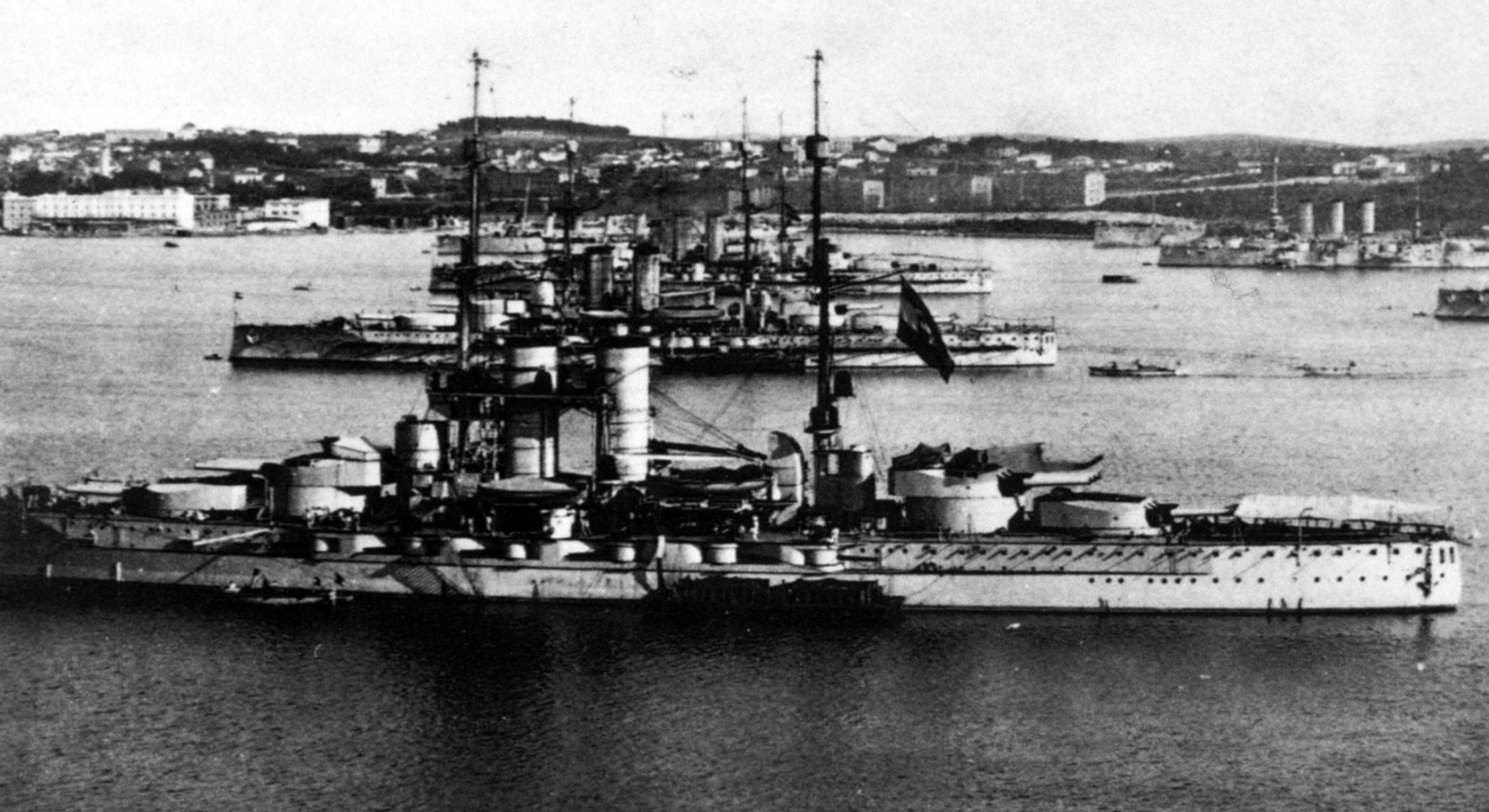
Le corazzate monocalibro austroungariche ancorate al porto di Pola nel 1915

La costruzione dell'Arsenale di Pola fu iniziata nel 1853 insieme a vari potenziamenti del porto, che proseguirono nei decenni successivi. La città divenne ufficialmente sede dell'arsenale dell'Impero austriaco, e quindi iniziò la costruzione delle navi della Regia-Imperiale Marina Austro-Ungarica, che prima erano assemblate all'interno dell'Arsenale di Venezia. Nell'arco di meno di mezzo secolo Pola, che nella prima metà dell'Ottocento non arrivava a contare 18 000 abitanti, si trasformò in una città moderna giungendo a più di 41 000 residenti verso la fine del secolo.
Come conseguenza della terza guerra d'indipendenza italiana, che portò all'annessione del Veneto al Regno d'Italia, l'amministrazione imperiale austriaca, per tutta la seconda metà del XIX secolo, aumentò le ingerenze sulla gestione politica del territorio per attenuare l'influenza del gruppo etnico italiano temendone le correnti irredentiste. Durante la riunione del consiglio dei ministri del 12 novembre 1866 l'imperatore Francesco Giuseppe I d'Austria tracciò un progetto di ampio respiro mirante alla germanizzazione o slavizzazione dell'aree dell'impero con presenza italiana:
(Francesco Giuseppe I d'Austria, consiglio della Corona del 12 novembre 1866.)
La politica di collaborazione con i serbi locali, inaugurata dallo zaratino Ghiglianovich e dal raguseo Giovanni Avoscani, permise poi agli italiani la conquista dell'amministrazione comunale di Ragusa nel 1899.
Nel 1909 la lingua italiana venne vietata in tutti gli uffici pubblici e gli italiani furono estromessi dalle amministrazioni comunali. Queste ingerenze, insieme ad altre azioni di favoreggiamento al gruppo etnico slavo ritenuto dall'impero più fedele alla corona, esasperarono la situazione andando ad alimentare le correnti più estremiste e rivoluzionarie. Tale decisione politica provocò anche la scomparsa della tipica parlata di questo territorio, la lingua istriota, sostituita dal dialetto istroveneto, piuttosto simile al triestino.
Con lo scoppio della prima guerra mondiale Pola fu dichiarata "Zona di guerra" e una parte dei suoi abitanti di etnia italiana venne internata nei Barackenlager della Stiria.
Vi furono molte incursioni italiane, sia aeree, sia di mezzi d'assalto della Regia Marina italiana, in una delle quali venne fatto prigioniero e poi giustiziato sul patibolo cittadino il 10 agosto 1916 il patriota capodistriano Nazario Sauro. Durante la prima guerra mondiale il porto fu la base principale per le corazzate monocalibro e le altre forze navali dell'Impero austroungarico.
L'ultima incursione italiana nella città istriana, avvenuta il 1º novembre del 1918 e ribattezzata Impresa di Pola, portò all'affondamento della corazzata Viribus Unitis pochi giorni prima della firma dell'armistizio che pose fine alla guerra (armistizio di Villa Giusti), con gli incursori ignari che poche ore prima l'Impero austro-ungarico aveva ceduto la propria flotta agli slavi i quali, una volta costituito un proprio Comitato dipendente da Zagabria, denominato Stato degli Sloveni, Croati e Serbi, tentarono in tutti i modi di opporsi alla volontà della maggioranza della popolazione che voleva l'annessione all'Italia. 
L'armistizio di Villa Giusti fu reso pubblico il 4 novembre 1918 e il giorno successivo le truppe italiane sbarcarono nella vicina Fasana.

### L'appartenenza all'Italia (1918-1943)

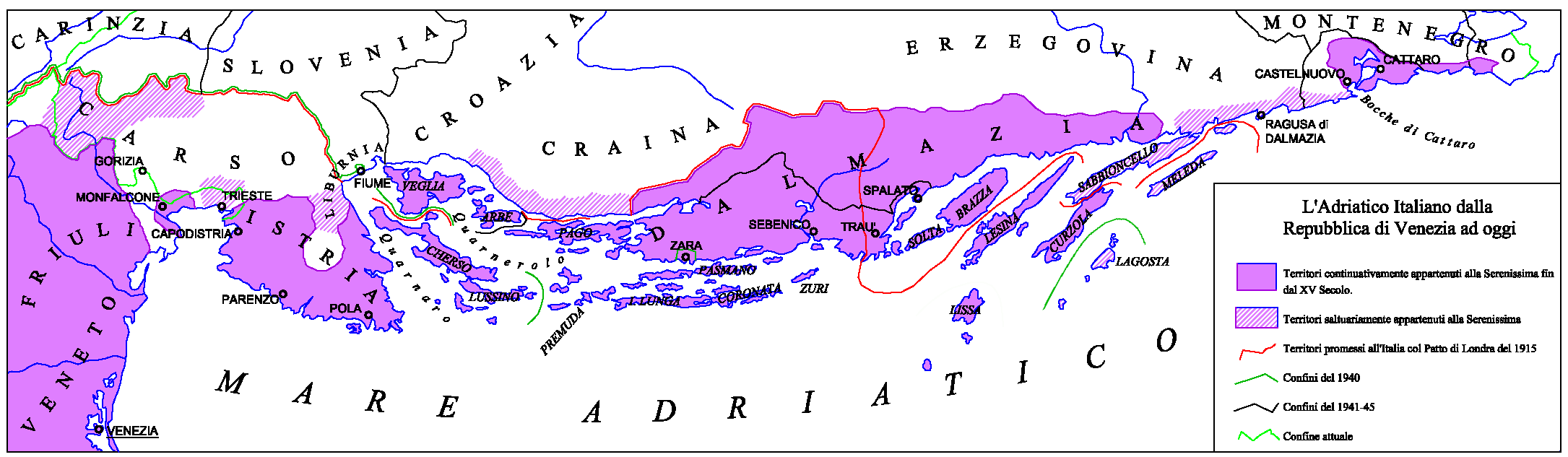
Cartina della Dalmazia e della Venezia Giulia che mostra i confini previsti dal Patto di Londra (linea rossa) e quelli invece effettivamente ottenuti dall'Italia (linea verde). In fucsia sono invece indicati gli antichi domini della Repubblica di Venezia

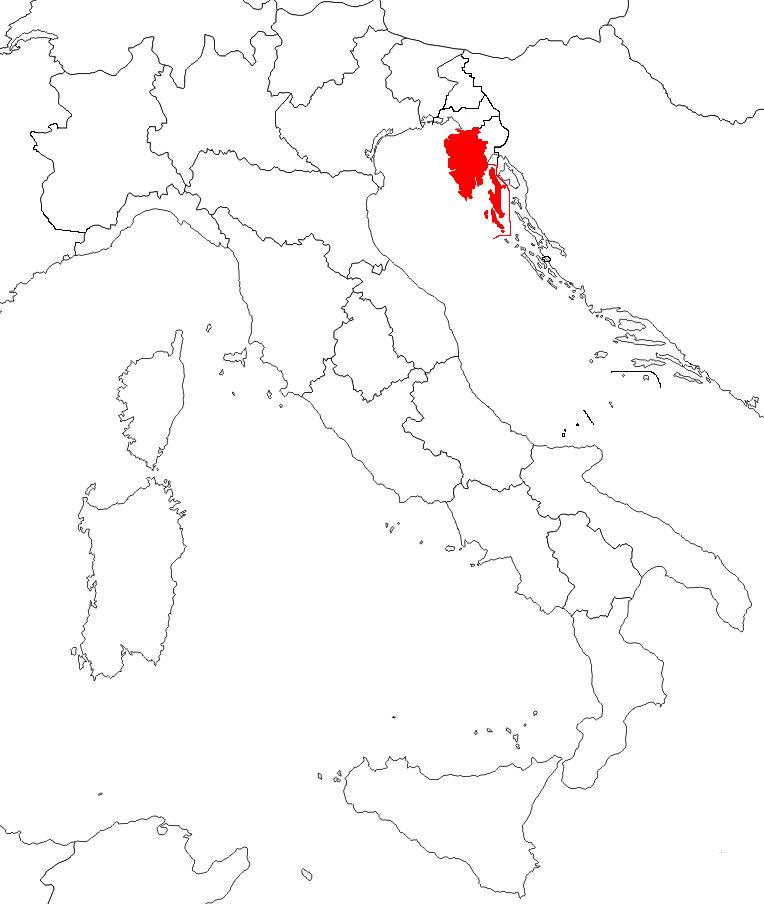
Segnata in rosso, la provincia italiana di Pola (1923-1947) nell'ambito del Regno d'Italia

Alla fine della prima guerra mondiale, l'Italia ottenne la sovranità sulla Venezia Giulia e sull'Istria. La città divenne capoluogo della provincia di Pola, avente sigla automobilistica "PL", diventata poi nel 1930 "PO" e poi di nuovo PL dal 1930 al 1945.
Il passaggio di sovranità territoriale causò un'iniziale flessione dell'economia, che fu dovuta anche al ritiro della burocrazia e alla presenza militare austro-ungarica, la quale forniva lavoro al cantiere navale e alle industrie del suo indotto. Ciò causò a sua volta un calo del numero di abitanti, dopo di cui seguì una fase di ripresa economica e sociale grazie all'insediamento della burocrazia statale italiana.
A Pola furono attivate, tra le altre, la scuola elementare Dante, le scuole tecniche, le scuole magistrali, il ginnasio-liceo Carducci, lo stadio Littorio con la squadra del Grion Pola, fondata nel 1918 quando il fascio era ancora un simbolo mazziniano, compagine sportiva che si alternò tra la Prima Divisione, la Serie B e la Serie C. Per quanto riguarda l'editoria, in città si pubblicava Il Corriere Istriano, che contribuì a diffondere la cultura italiana.
Durante i primi anni dell'appartenenza di Pola all'Italia, soprattutto all'inizio dell'epoca fascista, molti croati decisero di emigrare nel Regno di Jugoslavia a causa della politica di italianizzazione perpetrata dal regime.

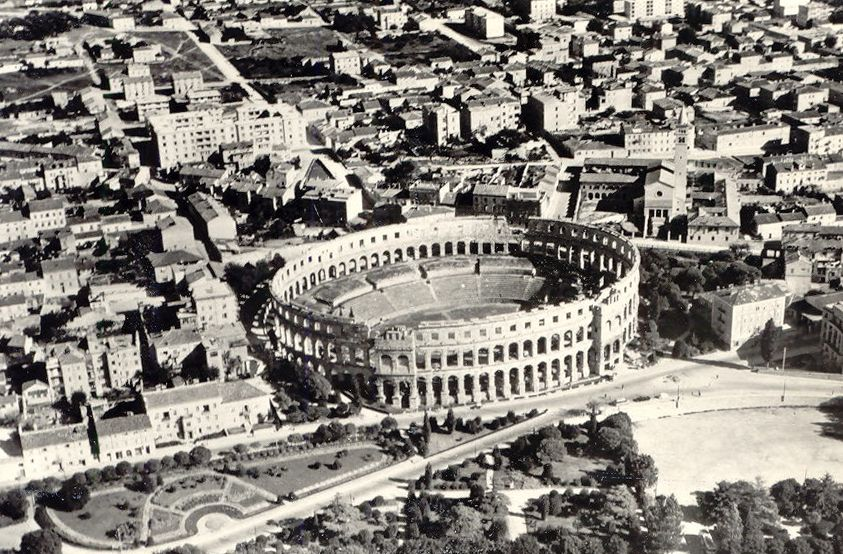
Vista aerea di Pola durante l'epoca fascista

Nell'agosto 1933 fu inaugurata la stagione lirica estiva dell'Arena di Pola. La prima opera rappresentata fu Nozze istriane di Antonio Smareglia, compositore polese. Le rappresentazioni attirarono spettatori da tutta l'Istria e anche da Trieste via piroscafo. Il 1º giugno del 1939 la Scuola di pilotaggio di 2° periodo venne portata a Puntisella, promontorio della vicina isola di Cosada, dove il 1º giugno del 1940 la Scuola di 1° periodo diventò Scuola di 2° periodo e di addestramento idrovolanti.
L'arsenale di Pola venne dato in concessione all'industria privata "Cantiere Scoglio Olivi", che nel corso degli anni trenta entrò nell'orbita dei Cantieri Riuniti dell'Adriatico. La funzione militare della città venne quindi rivolta prevalentemente alle scuole e ai centri di addestramento più che alla realizzazione di navi, la cui costruzione era passata ad altri arsenali, tra cui al cantiere navale di Fiume.

A Pola avevano la loro sede le scuole CREM (Corpo Reali Equipaggi di Marina), il Reggimento San Marco, la scuola sommergibilisti, la scuola nautica della Guardia di Finanza, un gruppo di idrovolanti e anche un reparto provvisto di nave avente funzione di bersaglio semovente per le esercitazioni degli aerosiluranti di Gorizia. Il 29 aprile del 1942 nacque la «Sezione Collegamenti II Armata», avente sede all'idroscalo di Puntisella, che era dotata di due CANT Z.501 e di un CANT Z.506. A metà aprile 1943 la 149ª Squadriglia venne trasferita a Puntisella di Pola insieme a CZ 506. Sempre a Pola aveva sede, inoltre, la Scuola Allievi Ufficiali e Sottufficiali di complemento dei Bersaglieri.

Bandiera in uso durante l'appartenenza italiana della città (1923-1947)[34]
Stemma in uso durante l'appartenenza italiana della città

### L'occupazione tedesca (1943-1945)

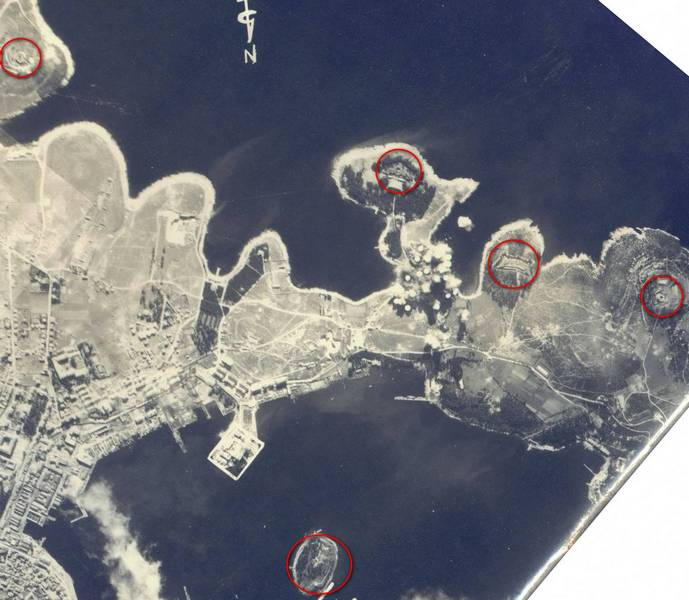
Bombardamenti su Pola, 1945

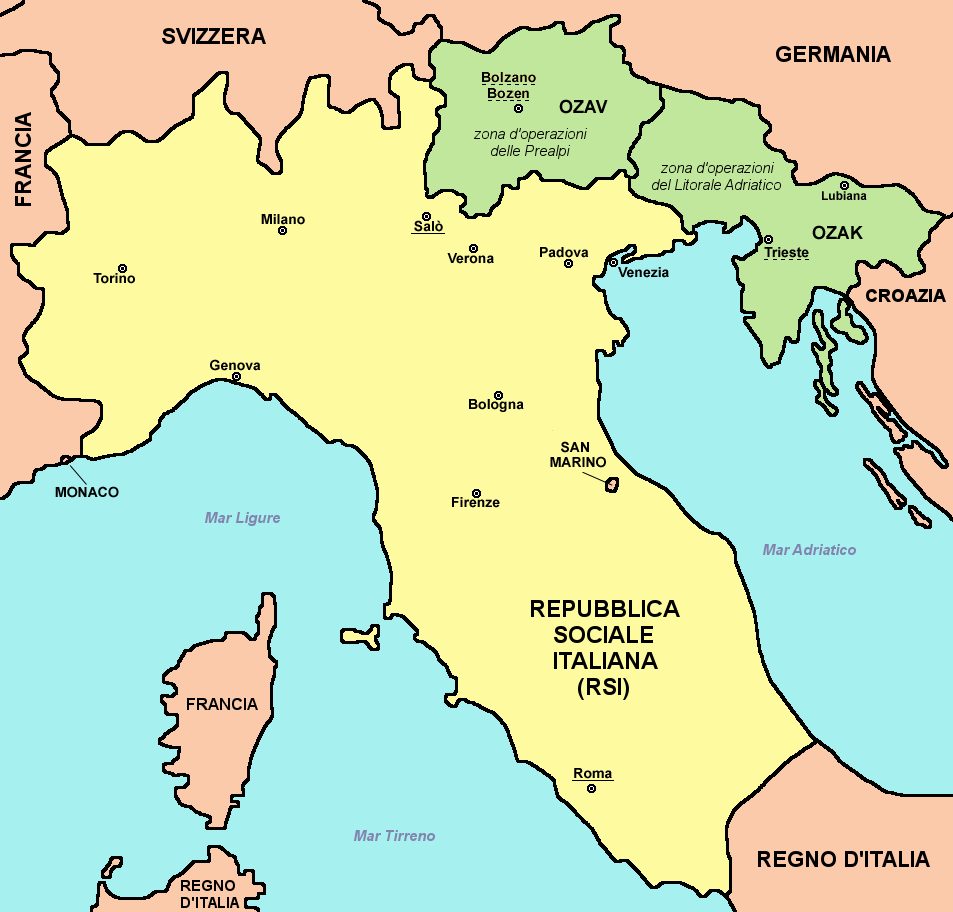
Mappa della Repubblica Sociale Italiana, con segnati in giallo e in verde i suoi territori. Le aree segnate in verde corrispondono alla Zona d'operazioni del Litorale adriatico

Recupero di resti umani dalla foiba di Vines, che si trova nell'ex provincia italiana di Pola. I massacri delle foibe furono compiuti nell'intera Venezia Giulia e in Dalmazia dai partigiani jugoslavi e dell'OZNA

In occasione del proclama Badoglio dell'8 settembre 1943 il IX Corpus sloveno, inquadrato nella IV Armata jugoslava e forte di 50 000 uomini, informato per tempo dell'imminente proclamazione dell'armistizio di Cassibile (con il quale il Regno d'Italia cessò le ostilità verso gli Alleati durante la seconda guerra mondiale e l'inizio di fatto della resistenza italiana contro il nazifascismo) attraversò le Alpi Giulie per invadere il Carso e l'Istria, puntando su Gorizia, Trieste, Pola e Fiume, approfittando del temporaneo sbandamento delle truppe italiane.
La provincia di Pola, così come quelle di Trieste, Gorizia e di Fiume, nonché quella di Udine e quella autonoma, costituita su terra slovena, di Lubiana, furono incluse nella Zona d'operazioni del Litorale adriatico, costituito il 10 settembre 1943 e comprendente un territorio nominalmente ancora soggetto alla sovranità della Repubblica Sociale Italiana, regime voluto dalla Germania nazista e guidato da Benito Mussolini al fine di governare parte dei territori italiani controllati militarmente dai tedeschi dopo l'armistizio di Cassibile, ma posto sotto amministrazione militare tedesca.
La Zona d'operazioni del Litorale adriatico fu affidata al Gauleiter Friedrich Rainer e al suo Gruppenfuhrer SS Odilo Lothar Globočnik (nato a Trieste nel 1904 da famiglia slovena originaria di Tržič – all'epoca chiamata Neumarkt –, nell'Alta Carniola) già Comandante delle SS e della Polizia del distretto di Lublino, ed edificatore del campo di sterminio di Sobibór e del campo di sterminio di Treblinka nonché responsabile, tra l'altro, anche della Risiera di San Sabba. Pola divenne poi una delle basi della Wehrmacht e degli U-Boot, vista la presenza del porto e dell'arsenale. Anche a Pola nacquero le prime formazioni partigiane italiane, che combatterono contro l'occupazione nazista scrivendo pagine di grande eroismo, come l'ufficiale Giuseppe Callegarini, trucidato il giorno di Natale del 1944, medaglia d'oro al valor militare alla memoria. Resistenti che lottarono dovendosi però guardare anche dai partigiani slavi, ostili agli italiani da un punto di vista etnico e sostenitori dell'annessione di Pola alla Jugoslavia.
In questo periodo iniziarono i massacri delle foibe, ovvero gli eccidi ai danni di militari e civili, in larga prevalenza italiani, della Venezia Giulia e della Dalmazia, avvenuti da questo momento in poi fino alla fine della seconda guerra mondiale e poi anche nell'immediato secondo dopoguerra (1943-1945), da parte dei partigiani jugoslavi e dell'OZNA. Il nome deriva dai grandi inghiottitoi carsici dove furono gettati molti dei corpi delle vittime, che nella Venezia Giulia sono chiamati "foibe".
Pola subì il primo bombardamento aereo nel 1942. Il 9 febbraio 1944, verso le ore 11:30, Pola subì invece la prima incursione aerea con bombardamento a tappeto. Nonostante la massima parte della popolazione fosse riuscita a salvarsi nei rifugi antiaerei, i morti furono più di settanta, tra cui Aldo Fabbro, venticinquenne polese calciatore del Napoli.

### I 45 giorni dei partigiani titini (1945)

Partigiani jugoslavi sfilano davanti all'Arena di Pola il 3 maggio 1945.

Nella primavera 1945, dopo la ritirata dei tedeschi, Pola fu occupata militarmente dai partigiani jugoslavi tra il 5 maggio e il 20 giugno. Il Comitato Popolare di Liberazione (CPL) annunciò l'annessione de facto di Pola alla Jugoslavia. La redazione e la tipografia de Il Corriere Istriano furono utilizzati per stampare Il Nostro Giornale, quotidiano filo-jugoslavo in lingua italiana. Dopo questi eventi, iniziò l'esodo, diventato di massa dopo la sua annessione alla Jugoslavia, dell'etnia autoctona italiana di Pola.

### L'occupazione alleata (1945-1947)

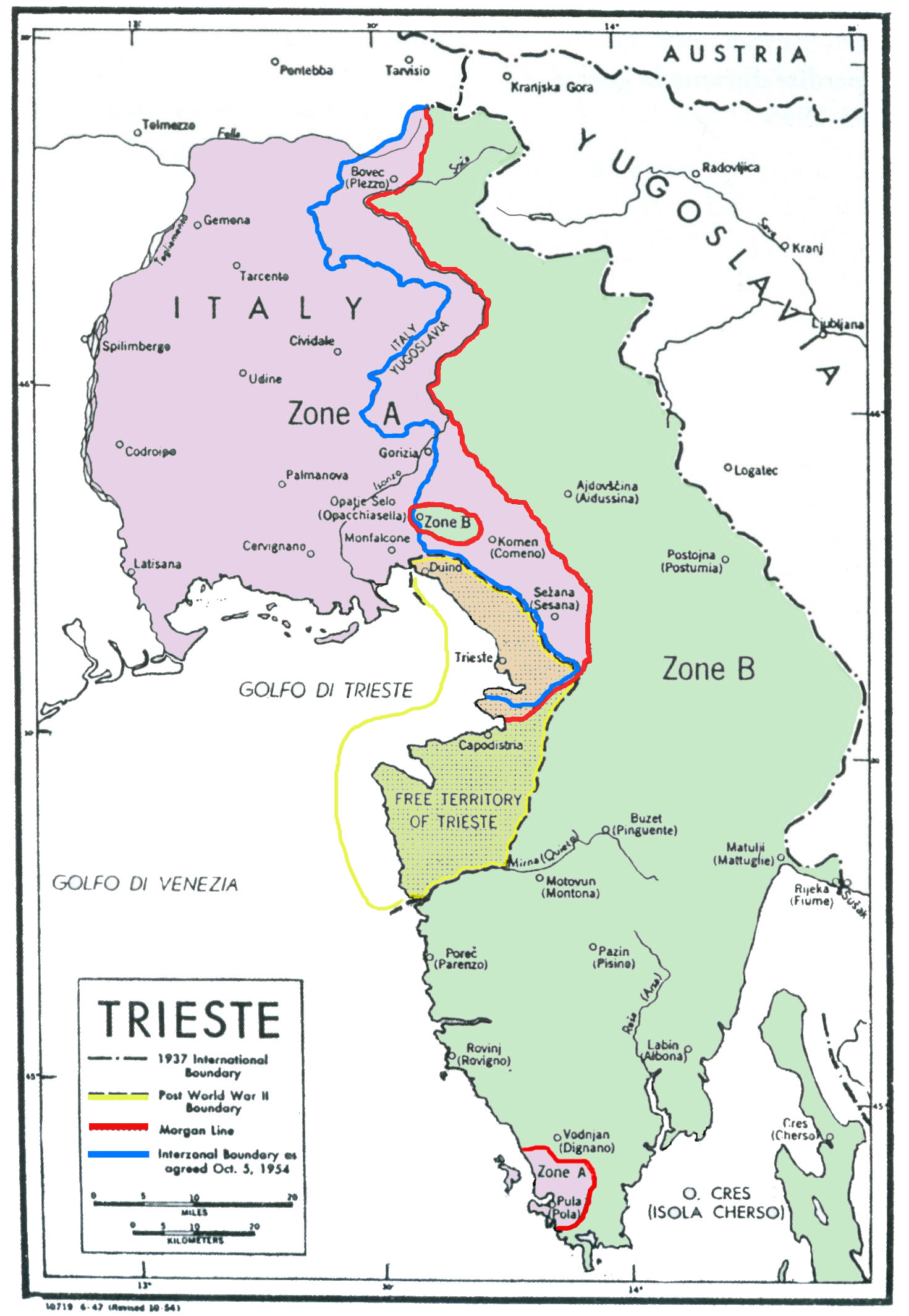
I confini orientali italiani dal 1945 a oggi. Si noti in rosso la Linea Morgan, che divise la regione nel maggio 1945 in Zona A e Zona B in attesa delle decisioni del Trattato di Parigi fra l'Italia e le potenze alleate. Pola era un'exclave nell'Istria meridionale, e faceva parte della "Zona A".

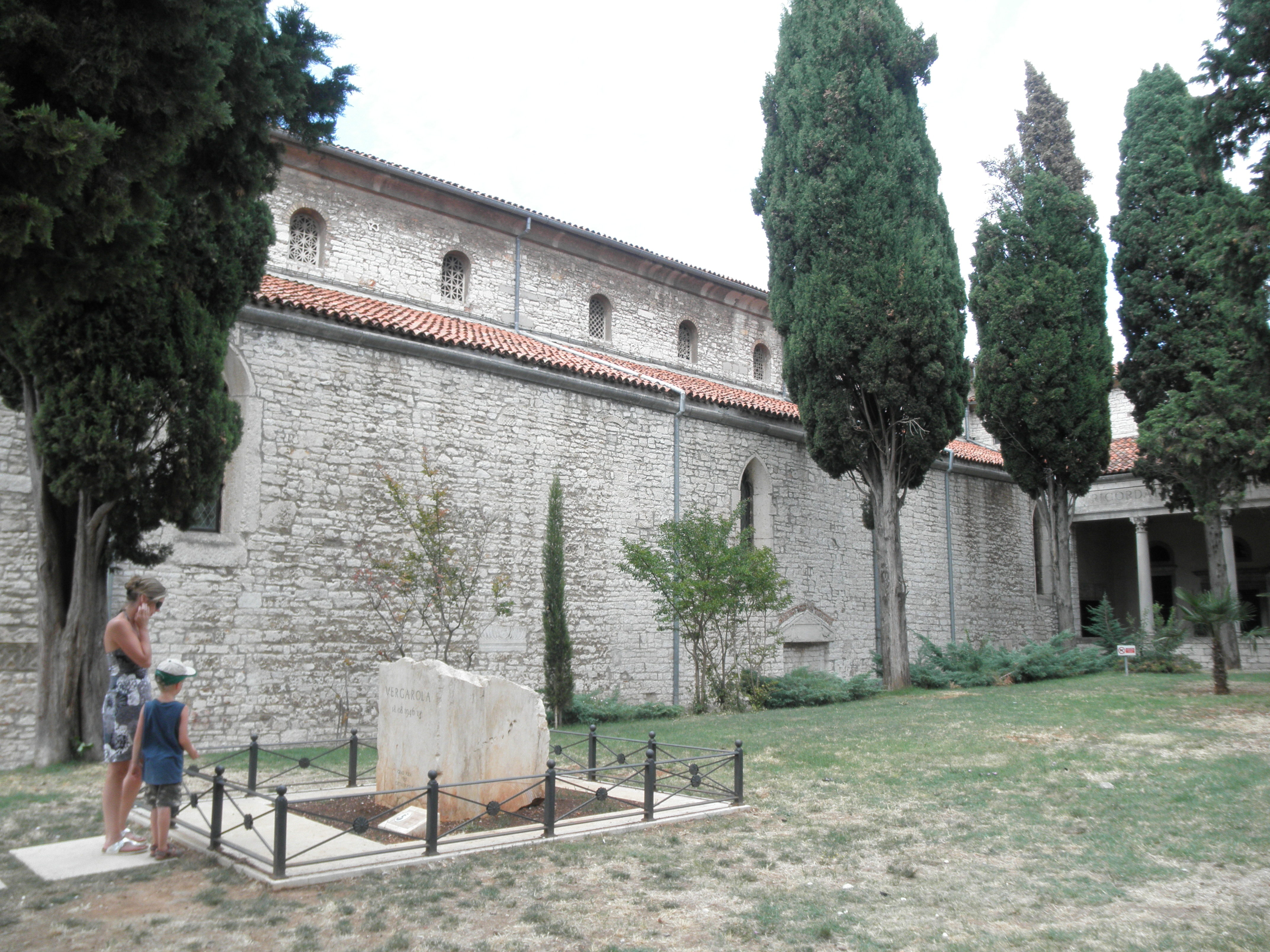
Memoriale che ricorda la strage di Vergarolla. È situato nei pressi della cattedrale di Pola

Il 6 giugno 1945, l'accordo tra il generale britannico Harold Alexander e il maresciallo jugoslavo Tito fece assegnare Pola alla Zona A della Venezia Giulia che era sotto occupazione Alleata, le cui città principali erano Gorizia, Trieste e Monfalcone.
Pola, essendo un'exclave della Zona A della Venezia Giulia, quindi interamente confinante con la Jugoslavia, diventò raggiungibile solo via mare. La Zona B della Venezia Giulia, comprendente il resto dell'Istria e Fiume, furono invece assegnati all'occupazione militare diretta jugoslava. Il 12 giugno, anziché il 10 come previsto, gli Alleati entrarono a Pola. La città iniziò ad attirare rifugiati italiani dal resto dell'Istria, rimasta sotto occupazione jugoslava.
Rinacquero in città tutti i partiti, associazioni, sindacati italiani, già soffocati dal fascismo, e poi repressi dai nazisti e dai titini.
In agosto nacque la sezione della Democrazia Cristiana di Pola, con Attilio Craglietto, già preside del liceo Carducci e fondatore, in maggio, del Comitato Cittadino Polese per difendere l'italianità della città, e con don Edoardo Marzari, già presidente del CLN di Trieste. Vennero fondate anche sezioni del Partito Socialista, del Partito d'Azione, del Partito Liberale.
Il Comitato Cittadino Polese si trasformò in Comitato di Liberazione Nazionale (CLN) e prese contatti con il CLN di Trieste e i giuliani residenti a Roma. Guido Miglia diresse il nuovo quotidiano L'Arena di Pola, contraltare a Il Nostro Giornale, filojugoslavo, diretto da Domenico Cernecca. Nacque anche il settimanale Democrazia.
Nei due brevi anni di occupazione alleata Mario Mirabella Roberti, direttore del Museo dell'Istria, riuscì a far ricostruire il Tempio di Augusto e il Duomo, appena prima che la città passasse nuovamente agli jugoslavi.
Il 22 marzo 1946, giunsero in città i commissari (un russo, un francese, un inglese e uno statunitense) della Commissione per lo studio dei confini della Venezia Giulia, emanazione della Conferenza Alleata dei Ministri degli Esteri per la definizione dei confini. Per l'occasione in piazza Foro si confrontarono una manifestazione spontanea della popolazione polese per l'Italia e una manifestazione filojugoslava, composta in realtà principalmente di persone venute dai paesi dell'interno della Jugoslavia con pullman organizzati dai comunisti stessi. La polizia del Governo Militare Alleato separò le due fazioni evitando in tal modo lo scontro.

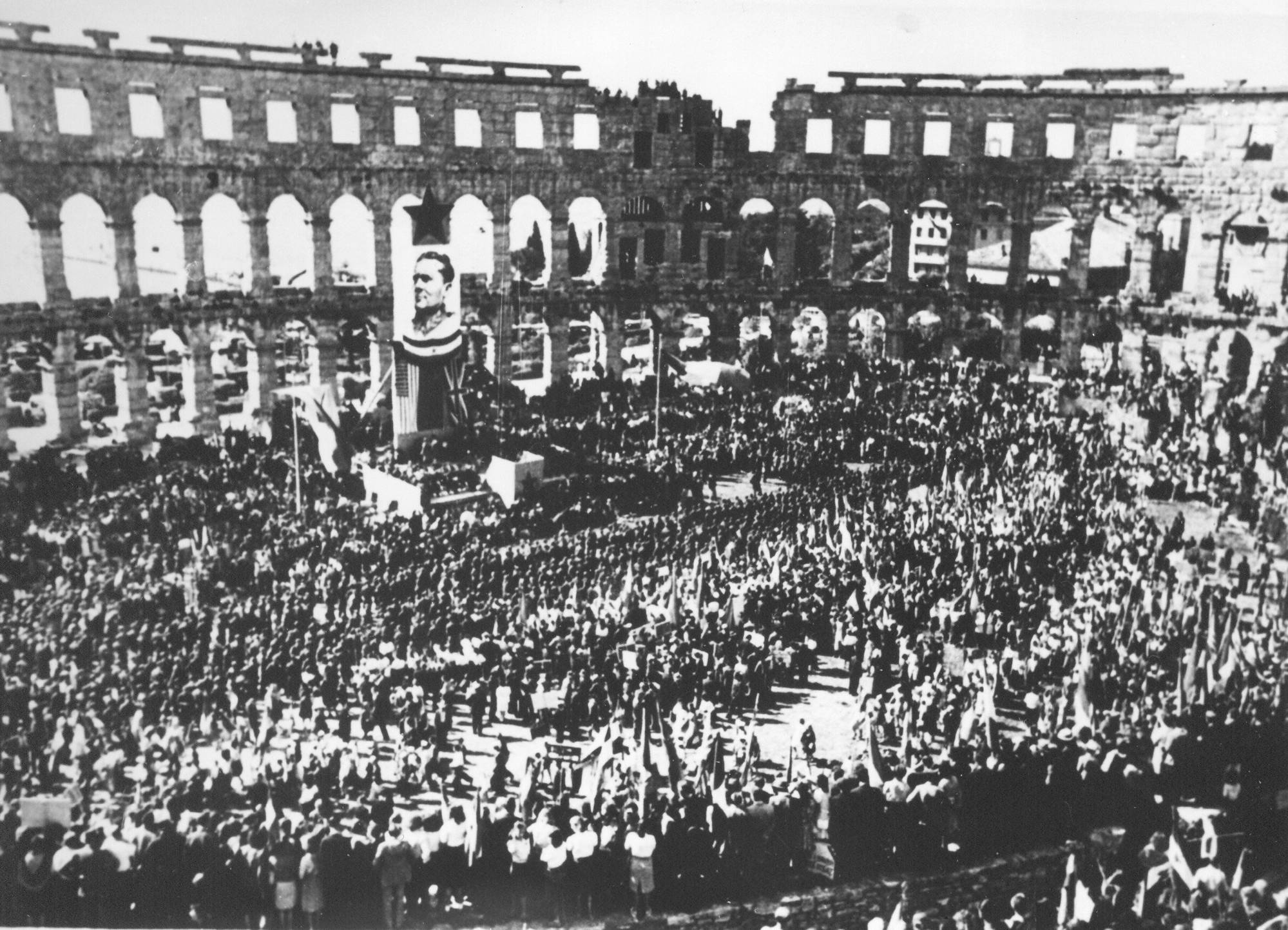
Celebrazione del Giorno della Vittoria da parte delle truppe jugoslave all'interno dell'Arena di Pola il 13 maggio 1945

Nel 1946, Carlo Schiffrer pubblicò una Carta dei limiti nazionali italo-jugoslavi, in cui riporta, per la popolazione del vasto distretto di Pola, un totale di 87 787 abitanti, di cui 54 074 (64%) italiani, 27 102 (32%) serbo-croati, 771 sloveni, 1 110 altri stranieri. Nell'area urbana di Pola, quella occupata dagli angloamericani, la popolazione era italiana per quasi il 90%.

### L'esodo della maggioranza italiana (1946-1947)
Il Litorale austriaco, poi ribattezzato Venezia Giulia, che fu assegnato all'Italia nel 1920 con il trattato di Rapallo (con ritocchi del suo confine nel 1924 dopo il trattato di Roma) e che fu poi ceduto alla Jugoslavia nel 1947 con i trattati di Parigi
     Aree annesse all'Italia nel 1920 e rimaste italiane anche dopo il 1947
     Aree annesse all'Italia nel 1920, passate al Territorio Libero di Trieste nel 1947 con i trattati di Parigi e assegnate definitivamente all'Italia nel 1975 con il trattato di Osimo
     Aree annesse all'Italia nel 1920, passate al Territorio Libero di Trieste nel 1947 con i trattati di Parigi e assegnate definitivamente alla Jugoslavia nel 1975 con il trattato di Osimo

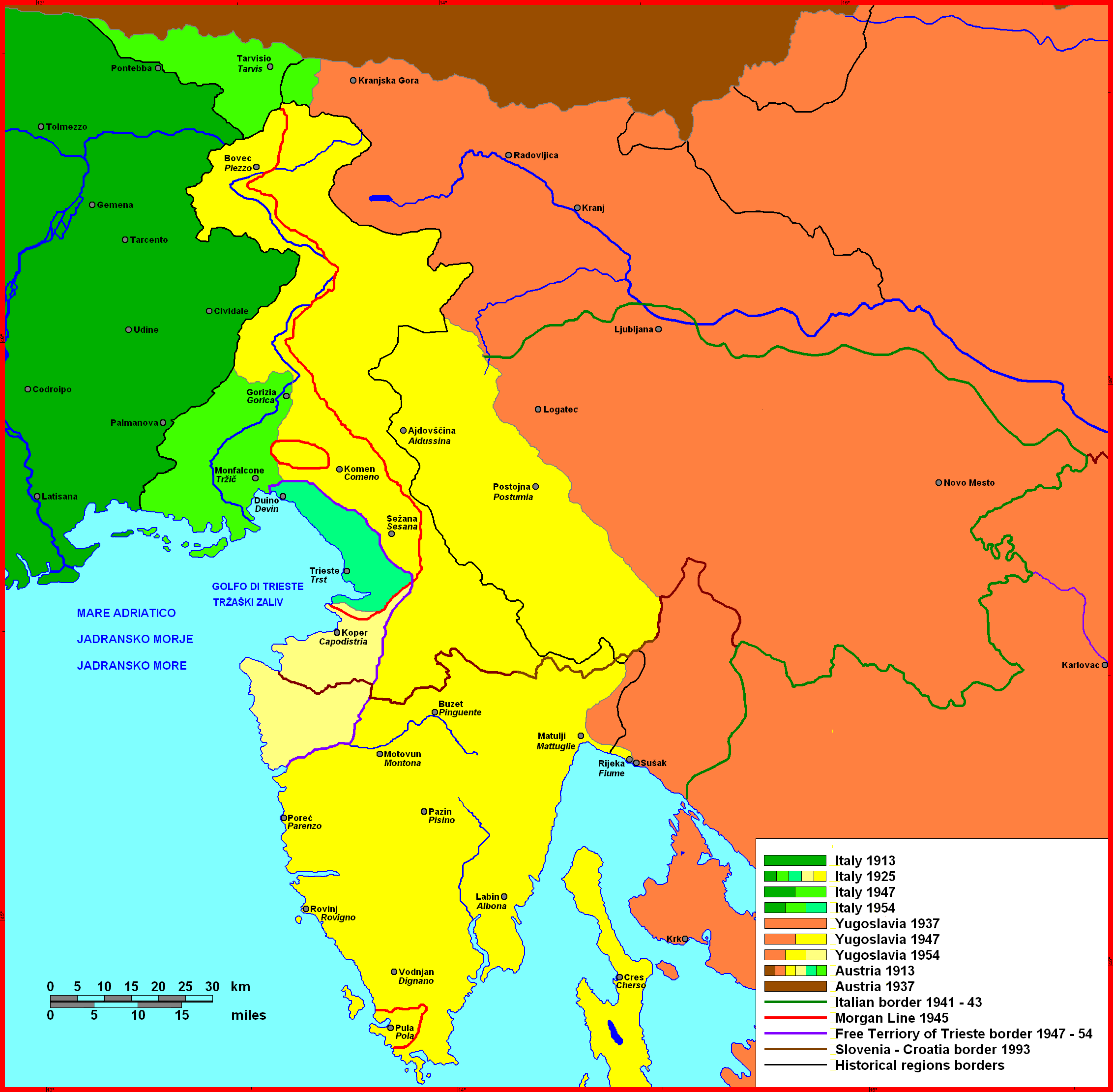
Modifiche al confine orientale italiano dal 1920 al 1975.
Il Litorale austriaco, poi ribattezzato Venezia Giulia, che fu assegnato all'Italia nel 1920 con il trattato di Rapallo (con ritocchi del suo confine nel 1924 dopo il trattato di Roma) e che fu poi ceduto alla Jugoslavia nel 1947 con i trattati di Parigi
Aree annesse all'Italia nel 1920 e rimaste italiane anche dopo il 1947
Aree annesse all'Italia nel 1920, passate al Territorio Libero di Trieste nel 1947 con i trattati di Parigi e assegnate definitivamente all'Italia nel 1975 con il trattato di Osimo
Aree annesse all'Italia nel 1920, passate al Territorio Libero di Trieste nel 1947 con i trattati di Parigi e assegnate definitivamente alla Jugoslavia nel 1975 con il trattato di Osimo

Alla conferenza di Parigi, già nell'estate 1946 apparve chiaro che il compromesso avrebbe annesso la maggior parte della Venezia Giulia e l'Istria, e con essa Pola, alla Jugoslavia, mentre Gorizia e Monfalcone sarebbero rimaste all'Italia. Trieste, con il territorio circostante, sarebbe divenuta invece uno Stato indipendente.
Il 26 luglio 1946 il CLN di Pola raccolse 9 496 dichiarazioni familiari scritte, poi diventati complessivamente 28 058 abitanti su un totale di circa 31 000, di voler abbandonare Pola qualora fosse stata annessa alla Jugoslavia. Le firme del CLN di Pola furono citate da De Gasperi nel suo discorso al Palazzo del Lussemburgo a Parigi per tentare di evitare la cessione di questi territori.
Domenica 18 agosto 1946, alle ore quattordici e quindici minuti, sulla spiaggia di Vergarolla dentro il porto di Pola, dove almeno 2 000 italiani erano confluiti per assistere alle gare della "Coppa Scarioni", organizzata dalla società sportiva e patriottica Pietas Julia (avente un richiamo all'antico nome romano di Pola), diverse mine e altri ordigni, forse ventotto, per un totale pari a 9 tonnellate di tritolo, già disattivate e disinnescate da tre squadre di artificieri inglesi e italiani, scoppiarono improvvisamente.
I morti accertati furono almeno 65, oltre 5 persone identificate come disperse; imprecisato il numero dei feriti; fra le vittime molte donne e bambini, essendo presenti centinaia di famiglie. Tale atto è conosciuto come "strage di Vergarolla".
L'indagine alleata stabilì che la strage di Vergarolla non poteva essersi trattato di un incidente e che gli ordigni erano stati reinnescati, e indizi "gravi e concordanti" additavano l'OZNA come responsabile dell'attentato, ma in seguito nessun tribunale ha mai stabilito ufficialmente che cosa fosse successo. La decisione collettiva dell'esodo qualora la città fosse stata abbandonata agli jugoslavi era già stata manifestata prima dello scoppio (28 058 firme di polesani su circa 31 000 abitanti attestavano la volontà di restare italiani, e quindi di emigrare da Pola), ma la decisione finale a Parigi non era ancora definita e i polesani non avevano abbandonato la speranza di evitare un'occupazione straniera.
Tuttavia la strage convinse i polesani che, qualora fossero restati in città, in caso di passaggio alla Jugoslavia, avrebbero corso un serio pericolo. Solo nel 1997, grazie all'interessamento della piccola comunità italiana rimasta a Pola, venne collocato un cippo nel parco del Duomo, con la laconica iscrizione Vergarola - 18.08.1946 - 13 h. - Grad Pula - 1997 - Città di Pola (recando l'orario sbagliato).

La prima pagina de L'Arena di Pola del 4 luglio 1946, con il titolo "O l'Italia o l'esilio".
Prima pagina del 24 agosto.

Nell'inverno tra il 1946 e il 1947, il CLN di Pola convinse il governo italiano a inviare la motonave Toscana e altri sei motovelieri al giorno, per il trasporto delle masserizie della moltitudine in procinto di abbandonare la città. Altri venti vagoni ferroviari al giorno sarebbero partiti da Pola per l'Italia, attraversando tutto il territorio istriano già sotto occupazione jugoslava. Nacque l'ipotesi di far esodare una comunità di coltivatori a Fertilia, in Sardegna, e di ospitare i lavoratori dell'arsenale al porto di Taranto.
Un'ultima carta, per gli italiani dell'Istria, fu quella proposta dall'avvocato Franco Amoroso, di Parenzo, molto vicino al CLN di Pola, già promotore del plebiscito e spesso non in sintonia con De Berti. Amoroso propose che l'Italia rinunciasse a Gorizia e Monfalcone, e che le offrisse al nascente Territorio Libero di Trieste, a condizione che la Jugoslavia avesse fatto lo stesso con la costa occidentale dell'Istria. Lo Stato libero sarebbe nato in tal modo molto più forte e gli italiani dell'Istria occidentale, costituendo la maggioranza assoluta della popolazione, sicuramente sarebbero rimasti nelle proprie terre. Anche gli italiani già fuggiti sarebbero potuti tornare nei paesi di origine. La proposta non ebbe però seguito.

La nave Toscana durante l'abbandono della maggioranza degli italiani di Pola (1947)

Il 10 febbraio 1947, giorno della firma del trattato di pace, Maria Pasquinelli, un'insegnante di origine toscana, uccise il generale inglese Robert William Michael De Winton, comandante della guarnigione britannica di Pola. Lo freddò a colpi di pistola fuori dal portone del Governo Militare Alleato, in viale Carrara. In un suo documento, la Pasquinelli si riferì agli irredentisti Nazario Sauro e a Guglielmo Oberdan per giustificare il proprio gesto.
Il 20 marzo 1947 il piroscafo Toscana compì il suo ultimo viaggio, accompagnando le ultime partenze. 
Come previsto, 28 000 dei 31 000 abitanti di Pola abbandonarono beni e proprietà piuttosto che divenire jugoslavi.
Intanto nelle case rimaste vuote si installarono rapidamente nuovi abitanti sfollati da altre parti della Jugoslavia. Per altri sei mesi, 1 000 "operatori indispensabili" restarono ancora nella città deserta, in attesa del 15 settembre 1947, entrata in vigore del trattato di pace, quando l'abitato avrebbe dovuto essere ceduto definitivamente alla Jugoslavia. L'Arena di Pola terminò le pubblicazioni il 14 maggio, una settimana dopo che una manifestazione di parecchie centinaia di filo-jugoslavi, divenuti ormai la maggioranza nella città, aveva minacciato la redazione. Il giornale si trasferì prima a Trieste e poi a Gorizia, venne spedito per posta ai pochi ultimi italiani rimasti e, successivamente, diventò settimanale. L'ultima autovettura con targa automobilistica italiana fu immatricolata il 28 agosto 1947, con codice PL 3271.
La prima conseguenza di questo esodo per la città fu il cambio di nome: dall'italiano Pola si passò al croato Pula. Il comune di Vieste, comune italiano in provincia di Foggia, offrì formalmente parte del proprio territorio per consentire agli esuli di Pola di fondare la Nuova Città di Pola, ma il progetto non ebbe seguito. Il nome italiano della città fu ripristinato dopo la dissoluzione della Jugoslavia, che permise l'introduzione ufficiale del bilinguismo.

### L'appartenenza alla Jugoslavia (1947-1991)
Alla data di entrata in vigore del trattato di pace, il 15 settembre 1947, il Governo Militare Alleato si trasferì con il piroscafo Pola a Trieste, e la città di Pola passò direttamente all'amministrazione jugoslava.
A Pola, ormai deserta, rimasero qualche centinaio di italiani. Per il resto, la città venne ripopolata da slavi provenienti da altre parti della Jugoslavia, cambiando il nome ufficialmente in Pula. Molti slavi, con carri e povere masserizie, percorsero l'intera Jugoslavia per raggiungere la città. Le famiglie degli italiani "rimasti" hanno dato vita al "Circolo Italiano" (culturale, sociale, ricreativo, sportivo) situato in un edificio di via Carrara, nel centro storico della città, tuttora molto attivo e da decenni gemellato con il comune di Imola, che si trova in provincia di Bologna. Pola fu quindi oggetto di un processo di croatizzazione.

### L'appartenenza alla Croazia (dal 1991)

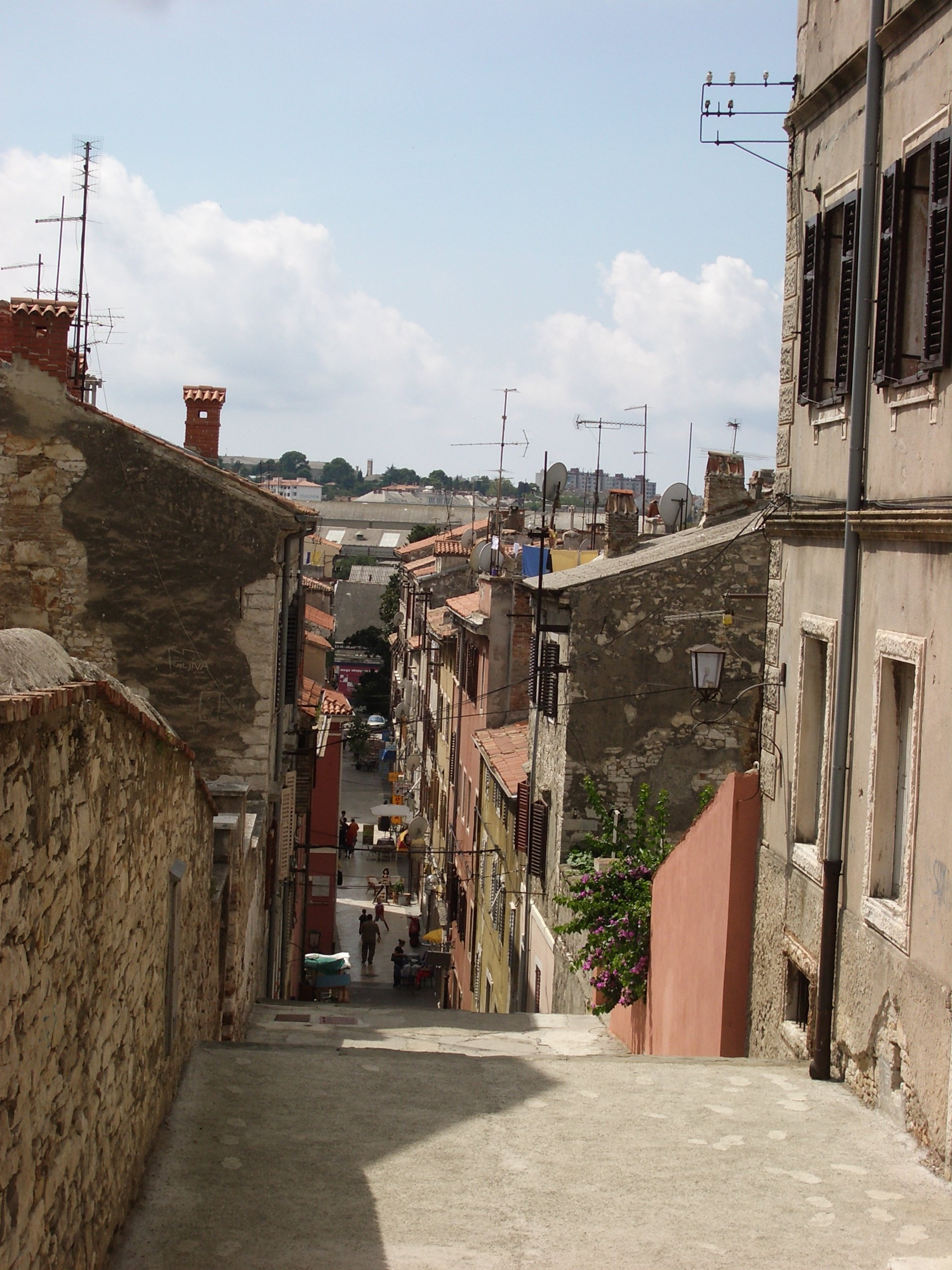
Scorcio del centro storico di Pola

Dal 1991, dopo la dissoluzione della Jugoslavia, Pola entrò a far parte della Repubblica croata. La situazione sociale, dalle guerre jugoslave, è gradualmente migliorata.
L'ultimo censimento del 2001, basato sull'uso della lingua, segnala una popolazione totale di 58 594 abitanti indicando che la maggioranza è di lingua croata corrispondente all'88,38% della popolazione (51 785 abitanti), mentre le minoranze etniche che seguono sono: 2 856 di lingua italiana (4,87%), 983 di lingua serba (1,68%), 593 di lingua slovena (1,1%), 475 di lingua bosniaca (0,81%), oltre a minoranze meno rilevanti numericamente. La città di Pola è oggi ufficialmente bilingue, e sia Pola che Pula sono nomi ufficiali.
Durante le trattative per l'adesione della Croazia all'Unione Europea molti esuli hanno chiesto al Governo italiano di riaprire la questione degli immobili abbandonati in seguito all'esodo, ma il governo ha ritenuto che la situazione non potesse più essere oggetto di trattative.
La Comunità degli Italiani di Pola ha sede in via Carrara, nel centro storico, da sempre il punto di ritrovo per tutti gli italiani del comune. Tale circolo è stato frequentemente e ripetutamente oggetto di vandalismi e tentativi di incendio.
Un gruppo di esuli provenienti da Pola hanno continuato a ritrovarsi, in Italia, costituendo un'associazione denominata Libero Comune di Pola in Esilio, con un proprio sindaco e un proprio Consiglio comunale eletto con voto assembleare.

### Simboli
Il simbolo di Pola è una croce latina di colore oro i cui bracci terminano sui bordi dello stemma. La croce è collocata su uno scudo di colore verde. Di questa composizione è fatta sia la bandiera della città sia lo stemma, con quest'ultimo che è anche arricchito da fregi in stile rinascimentale. Lo stemma è completato da un giglio ed è adornato da un nastro di colore bianco.

## Monumenti e luoghi d'interesse

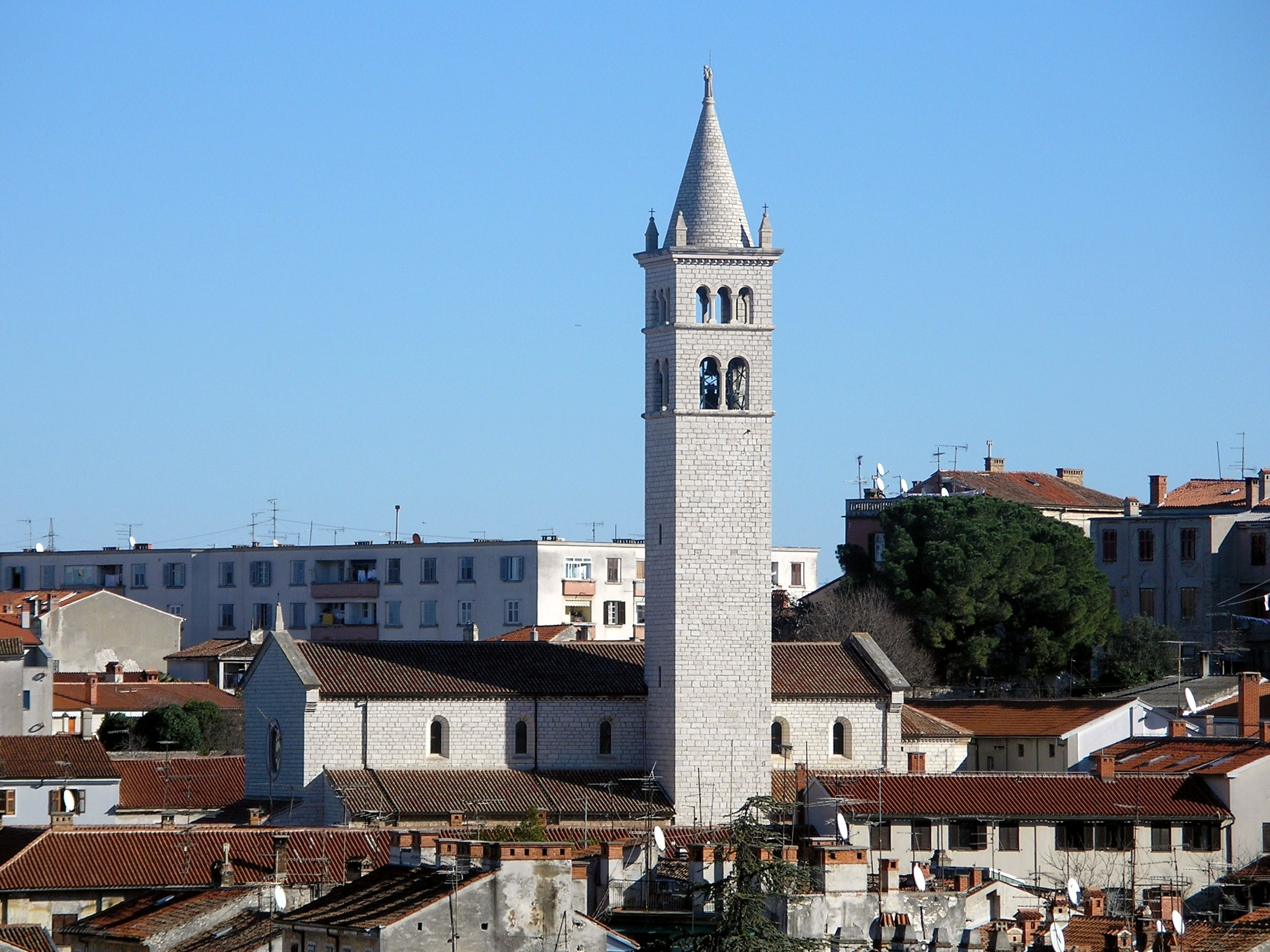
Chiesa di Sant'Antonio - Pola

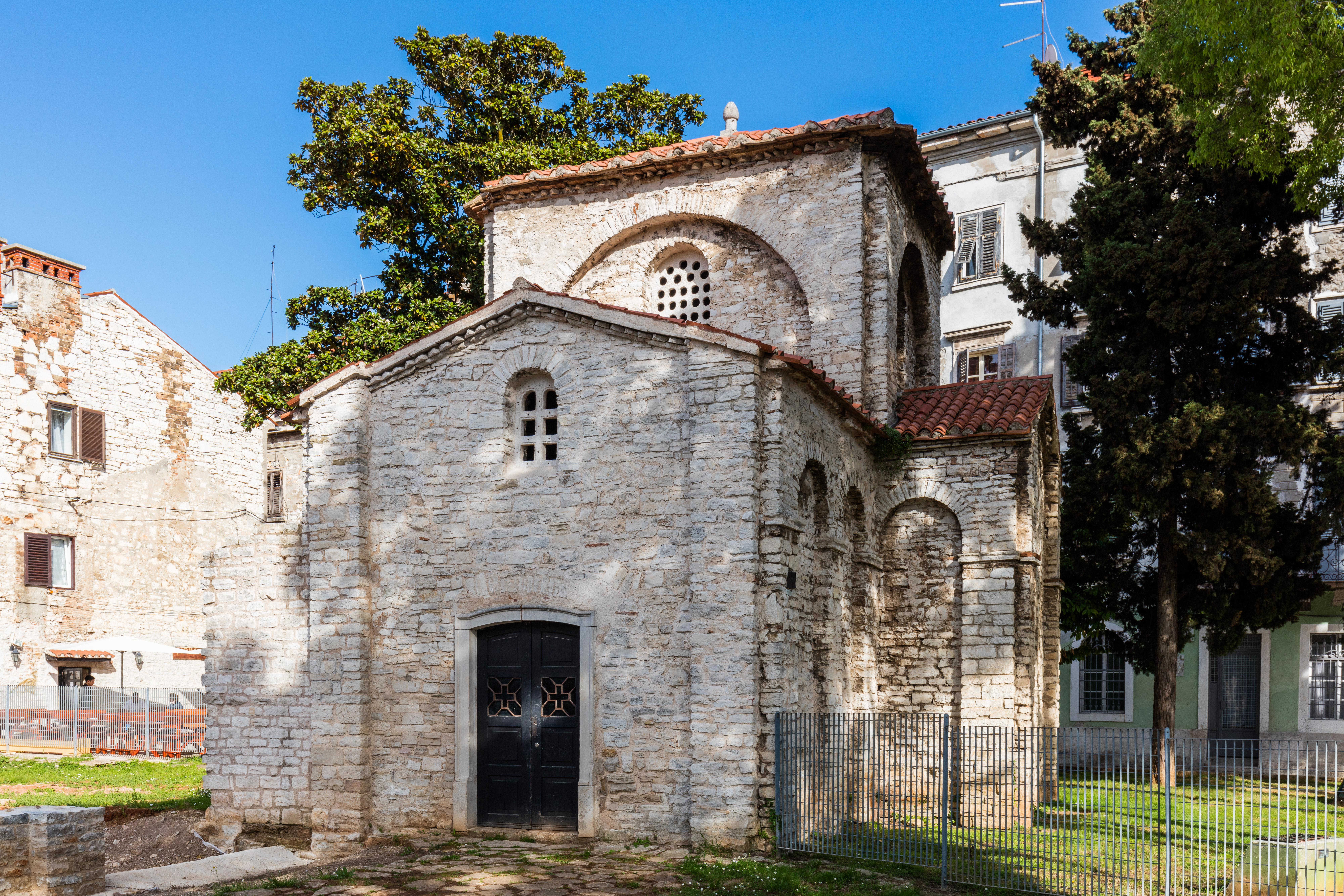
Cappella di Santa Maria Formosa

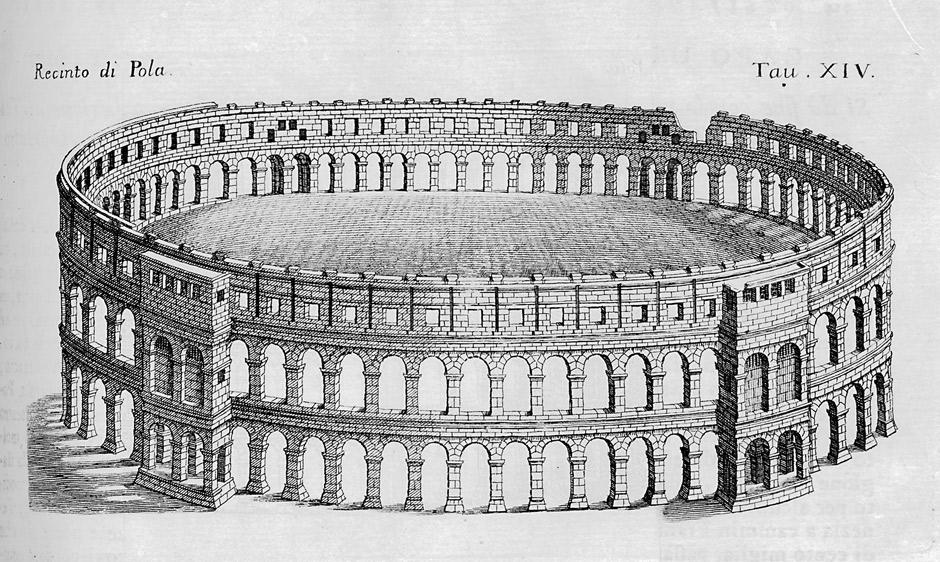
L'Arena di Pola nel 1728

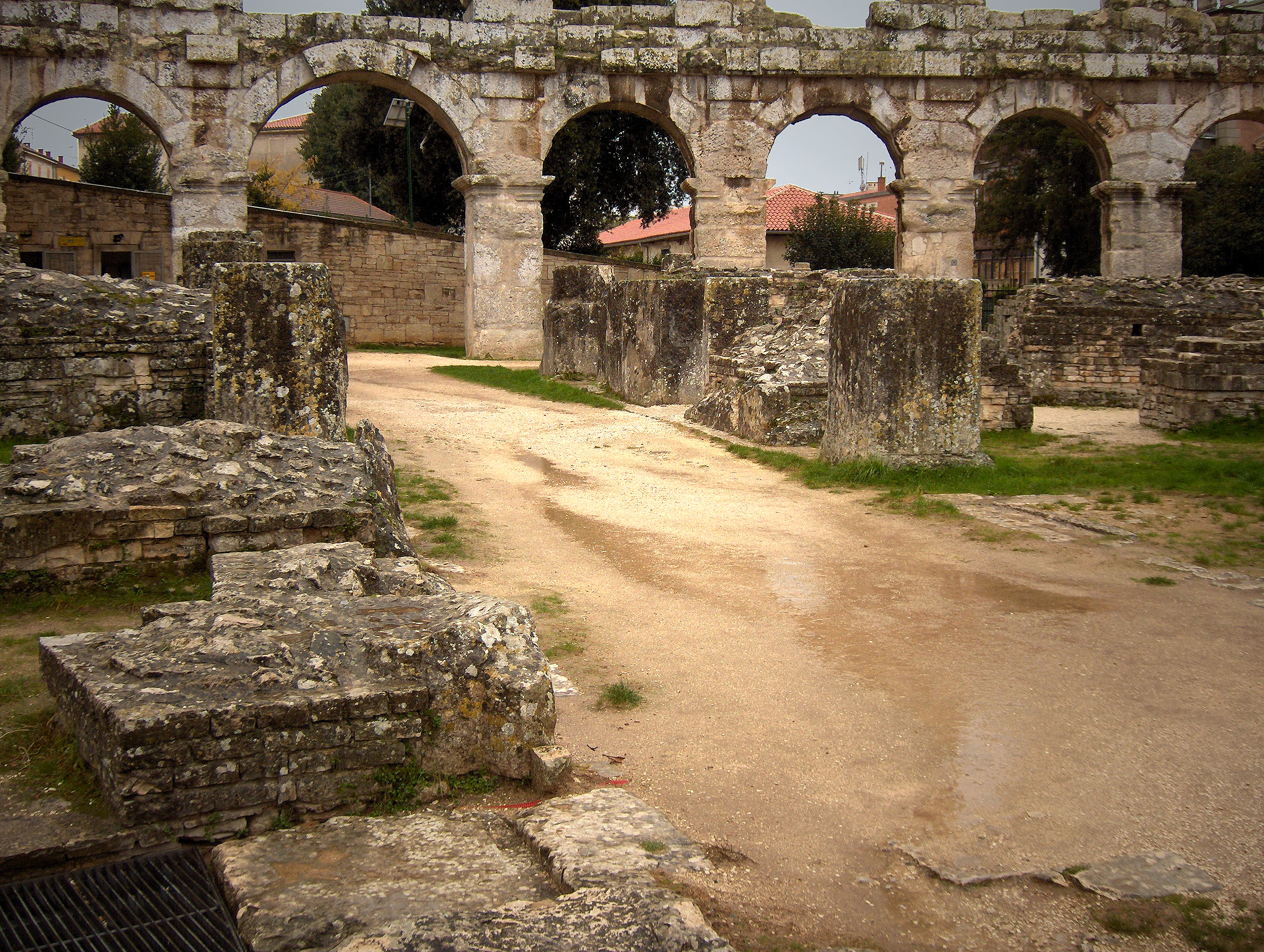
Scorcio dell'interno dell'Arena di Pola

Scorcio dell'interno dell'Anfiteatro di Pola

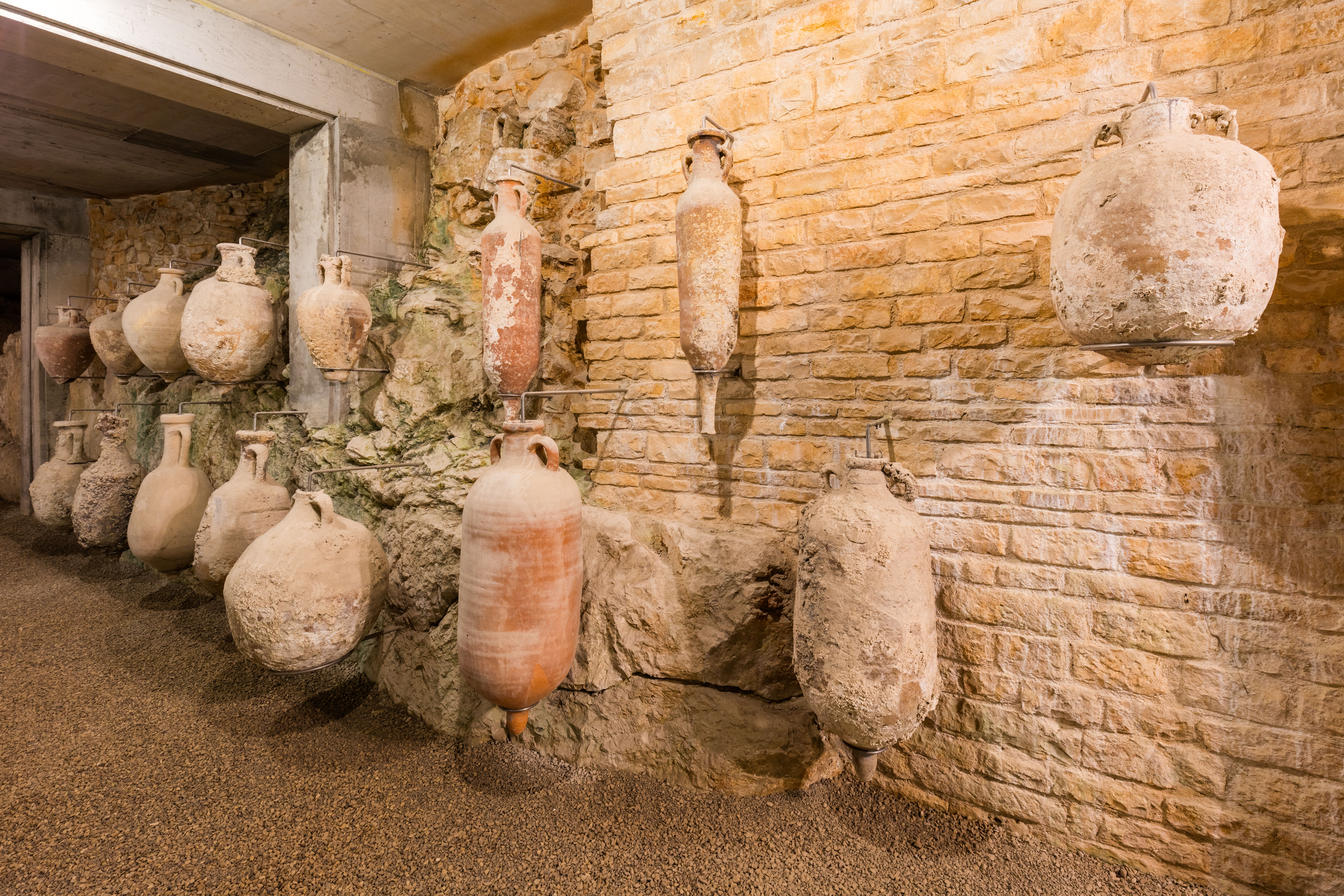
Il museo che si trova sotto l'Anfiteatro di Pola

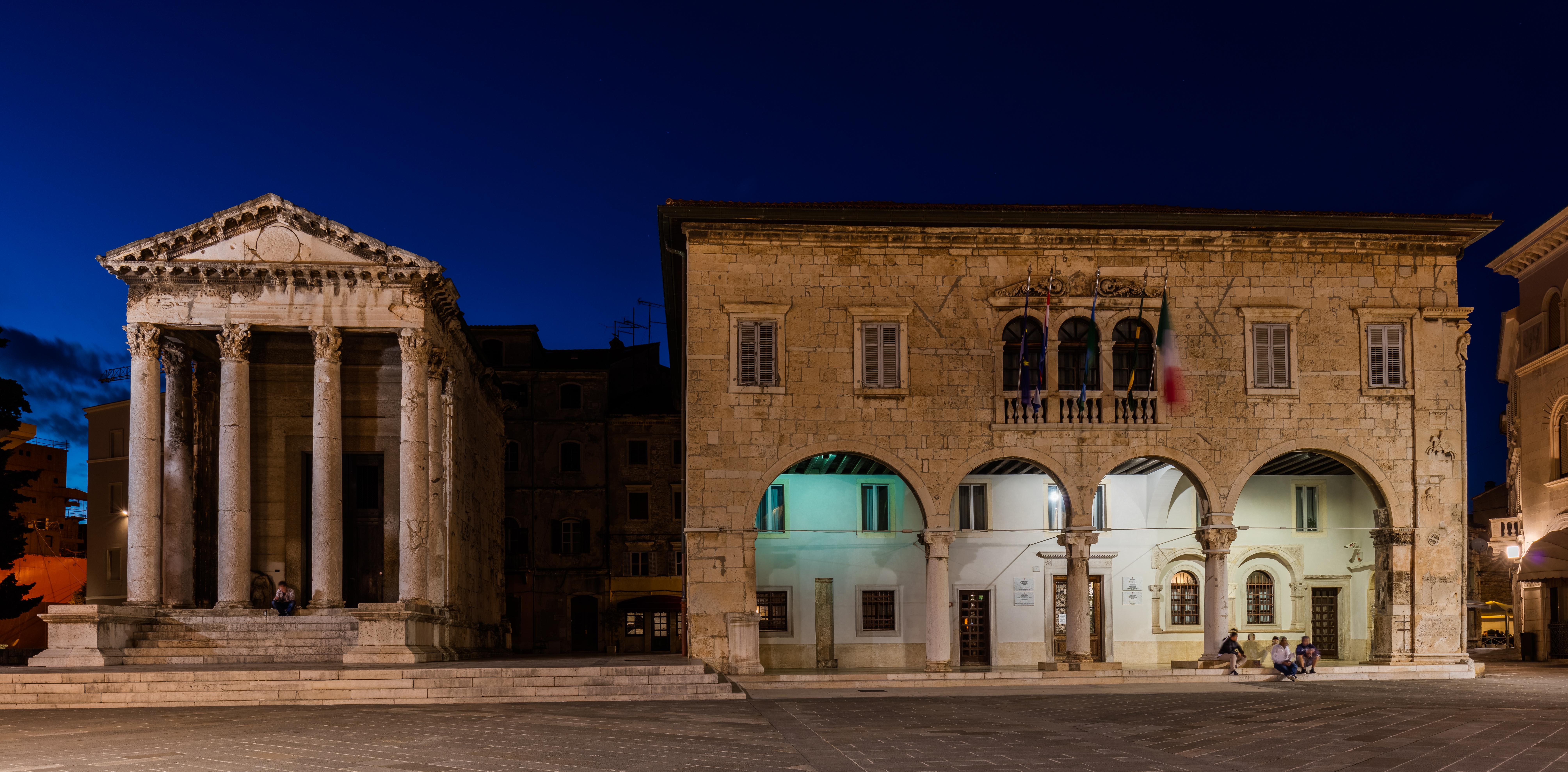
Sulla sinistra il Tempio di Augusto, risalente all'epoca romana, affiancato dal Palazzo Comunale di Pola, che risale al XIII secolo

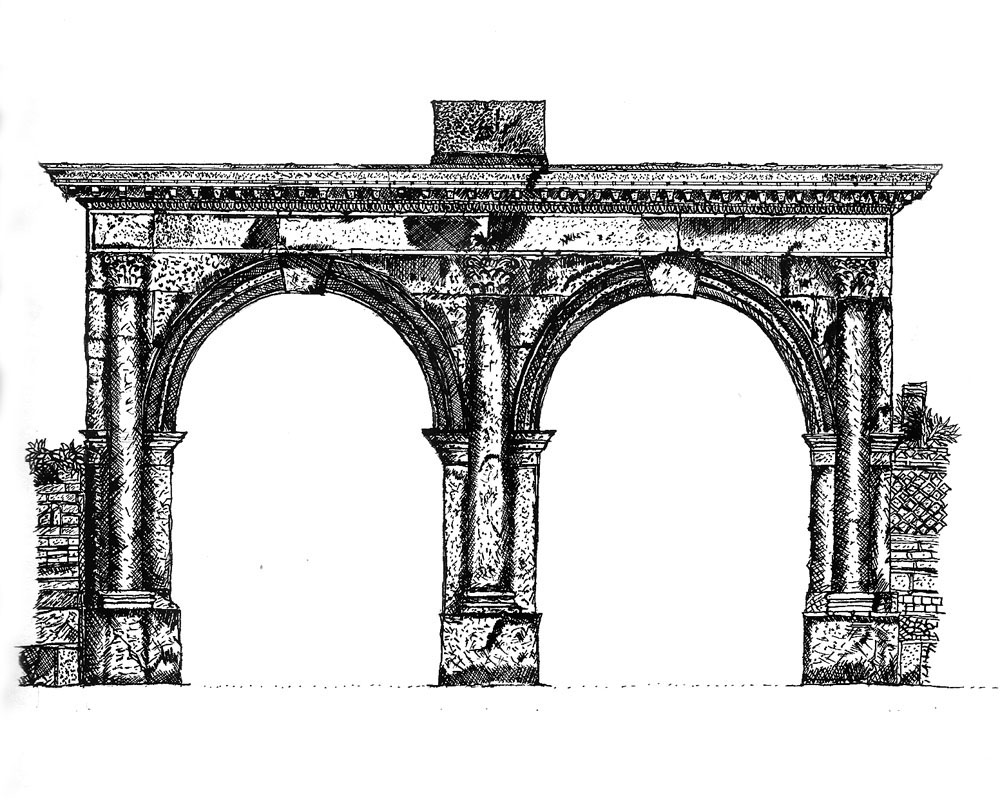
Disegno della Porta Gemina

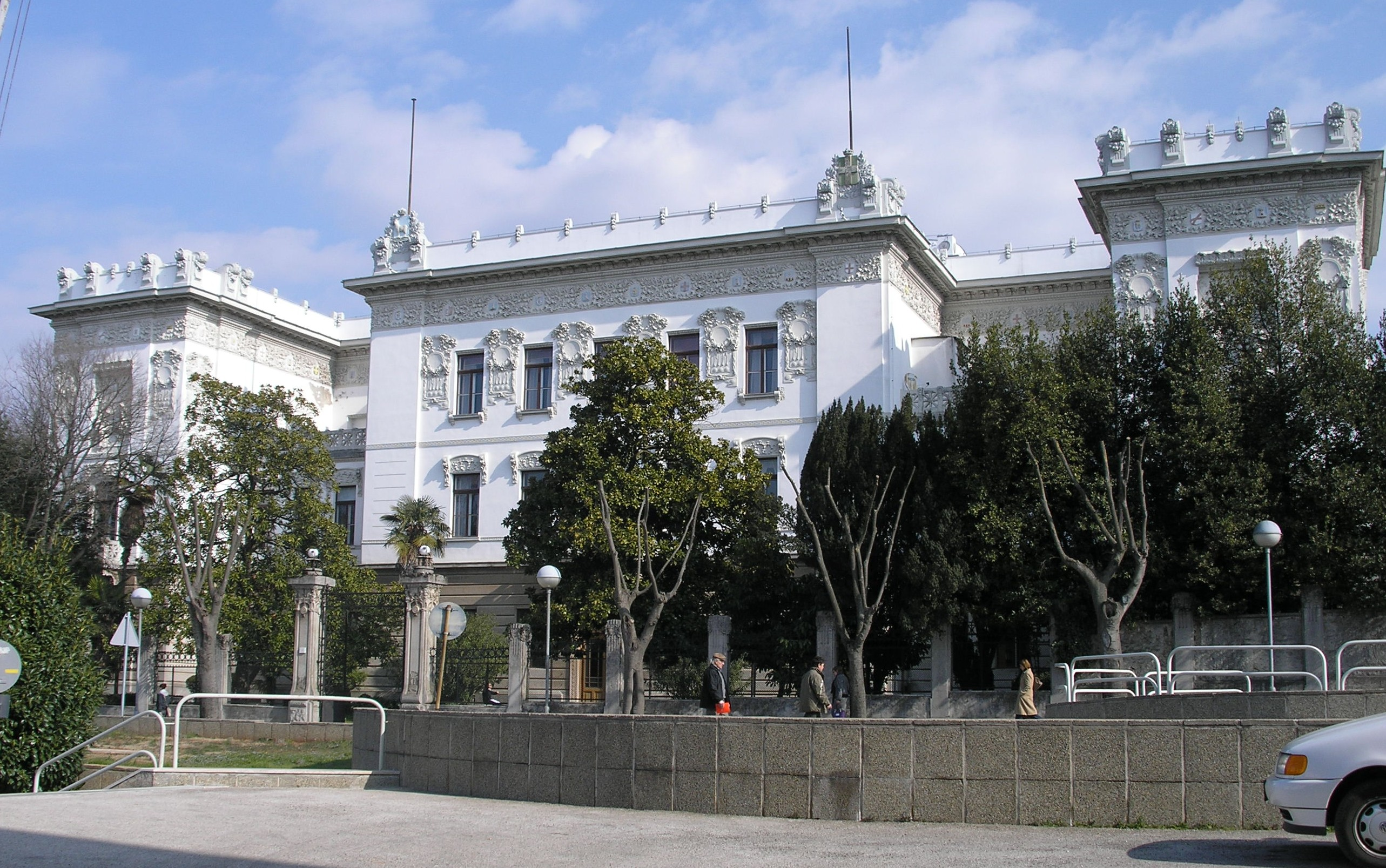
La Facoltà di Filosofia dell'Università di Pola

Pola ha una storia politica millenaria che ha portato alla formazione di una cultura che si è costituita grazie alle etnie dominanti che si sono succedute nella città provenienti dall'Europa centrale e dal Mediterraneo. A Pola sono stati di riferimento gli antichi Romani, alcuni popoli barbarici, i Franchi, i bizantini, gli italiani e infine i croati. Sono stati importanti, ma mai maggioritari, anche tedeschi e inglesi. Tale stratificazione di etnie ha portato a una cultura variegata che si è riflessa anche sulla storia dell'architettura di Pola.

### Architetture religiose
La cappella bizantina di Santa Maria Formosa o di Santa Maria del Canneto è stata costruita nel VI secolo, sicuramente prima del 546, con una forma architettonica di croce greca ispirandosi alle analoghe chiese realizzate a Ravenna. La cappella di Santa Maria Formosa è stata voluta dal diacono Massimiliano, che poi diventò arcivescovo di Ravenna. La cappella superstite, insieme a un'altra piccola cappella risalente al medesimo periodo, facevano parte del complesso della basilica e dell'abbazia benedettina di Santa Maria del Canneto, fondata nel VII secolo e andata distrutta alla metà del XIII secolo di cui rimangono i resti antistante la cappella, all'abbazia dipendeva il monastero benedettino di Sant'Andrea sullo Scoglio Sant'Andrea, che venne demolito nel XVI secolo. I pavimenti e i muri sono decorati con mosaici del VI secolo, decorazioni che furono ispirate dal mausoleo di Galla Placidia di Ravenna. Sul muro oltre la porta è collocato un pannello in pietra scolpita. Nel XV secolo tutte le pitture murarie, soprattutto quelle più antiche, furono restaurate. Nel 1605 i veneziani decisero di spostare alcune opere d'arte e quattro colonne di alabastro orientale dalla cappella di Santa Maria Formosa alla basilica di San Marco.
La Cattedrale dell'Assunzione della Beata Vergine Maria, chiamato comunemente Duomo di Pola, fu anch'esso costruito nel VI secolo, quando Pola diventò sede arcivescovile. Dell'epoca in cui fu innalzato rimangono alcune aree della chiesa dove i fedeli possono pregare in latino e possono seguire messe in rito tridentino. Il Duomo di Pola fu ingrandito nel X secolo. Dopo la distruzione avvenuta nel XVI secolo per opera dei genovesi, la cattedrale fu subito ricostruita mantenendo le porzioni architettoniche romaniche e bizantine sopravvissute, tra cui resti di mura, alcune colonne originali e una finestra che si trova lungo la navata principale. L'area dell'altare e sulle pareti di un locale posto a sud si possono ancora vedere frammenti del pavimento originale a mosaico del V e del VI secolo con ancora leggibili le iscrizioni che citano i nomi dei mecenati che pagarono all'epoca il pavimento della cattedrale. Le finestre delle navate laterali furono ricostruite in stile gotico dopo la distruzione di quelle originali del VI secolo, che furono distrutte in un incendio avvenuto nel 1242. Il campanile, che si trova di fronte alla chiesa, fu realizzato, tra il 1671 e il 1707, anche grazie a pietre prelevate dall'Arena di Pola. Queste ultime vennero anche usate per la realizzazione del battistero, che risaliva invece al V secolo e che si trovava di fronte alla cattedrale. Il battistero fu poi demolito nel 1885.
Altro edificio religioso degno di nota è la chiesa ortodossa di San Nicola. Avente un'architettura poligonale provvista a ogni lato di un'abside, è stata ricostruita nel X secolo su un preesistente e omonimo edificio fondato nel VI secolo. Nel 1583 fu assegnato alla comunità ortodossa di Pola, che si stabilì in città proveniente da Nauplia, comune del Peloponneso, in Grecia, e da Cipro, all'epoca a maggioranza ortodossa e facente parte dei domini marittimi della Repubblica di Venezia, che erano chiamati Stato da Mar. La chiesa di San Nicola conserva alcune icone risalenti al XV e al XVI secolo, e un'iconostasi dell'artista greco Tomios Batos risalente al XVIII secolo.
La chiesa di San Francesco venne eretta nel 1314 in tardo stile romanico con influenze gotico. Tale fusione di stili si vede, in modo particolare, nei rosoni. Architettonicamente è formata da una singola navata avente tre absidi lungo i tre muri perimetrali. Caratteristica di questa chiesa è l'avere due pulpiti, di cui uno che è rivolto verso la strada. L'altare maggiore è adornato da un polittico di legno realizzato nel XV secolo da un artista emiliano. L'adiacente monastero è invece stato realizzato nel XIV secolo, con il chiostro che ospita reperti romani.
Altro edificio religioso degno di nota è la chiesa della Madonna del Mare, oggi Gospa od Mora, sopra l'Arsenale, a lastre di marmo bianco e rosa, consacrata dagli austriaci nel 1898 come chiesa della marina.

### Architetture civili
Il foro romano di Pola venne costruito nel I secolo a.C. nei pressi del mare. Qui era presente il Capitolium, vale a dire il tempio che nelle città romane era dedicato alle tre principali divinità dell'Olimpo latino: Giove, Giunone e Minerva, che erano chiamate, nel complesso, la "Triade Capitolina". Sono presenti anche resti di due teatri, il contesto urbanistico ha seguito l'evoluzione architettonica dell'antica Pola romana: il più piccolo, risalente al II secolo d.C., ha un diametro di 50 metri ed è situato nei pressi del foro romano, mentre il secondo, che è quello più grande, ha un diametro di 100 metri, risale al I secolo d.C. ed è ubicato ai margini meridionali della città.
In seguito l'area del foro romano, all'epoca centro amministrativo e commerciale della città, si trasformò gradualmente nella moderna piazza centrale di Pola, che risale al Medioevo e che anche oggi ricorda il suo nome: piazza Foro. Oggi piazza Foro rappresenta per Pola, oltre al millenario centro amministrativo, anche il suo centro legislativo. Parte del tempio di Augusto è giunto sino a noi venendo incorporato nella parte posteriore del Palazzo Comunale, che risale al XIII secolo. Il centro storico di Pola, che ha un'urbanistica risalente al medioevo, è costituito da edifici realizzati perlopiù tra il Medioevo e il Rinascimento, che spesso sono accompagnate da pavimentazione di epoca romana.
Altri edifici civili degni di nota sono la Facoltà di Filosofia dell'Università di Pola, costruita dagli austriaci nel 1915 come liceo femminile, poi divenuto il ginnasio-liceo "Carducci", la parte storica del porto, tra Punta Cristo e Punta Fisella, con il cantiere navale di Scoglio Olivi, e il Palazzo della Banca d'Italia, notevole esempio di architettura razionalista.
L'acquario di Pola è il più grande della Croazia, localizzato nella Fortezza di Verudella, realizzata nel 1886 dagli austro-ungarici a 3 km dal centro storico verso la piccola penisola che costituisce una delle due coste prospicienti che formano la baia di Pola. L'inizio dei lavori di trasformazione dell'antica fortezza in acquario è avvenuta nel 2002. L'esposizione comprende circa 60 vasche al piano terra e un fossato al primo piano. Su un'area di circa 2.000 m2 si possono vedere specie acquatiche presenti in natura nel Mar Adriatico settentrionale e meridionale, pesci tropicali e antartici e le specie più rappresentative dei laghi e dei fiumi europei. Dal tetto della fortezza i visitatori possono vedere il panorama dell'intera città di Pola. Nell'acquario di Pola è anche possibile vedere la prima tartaruga marina in difficoltà salvata al centro della Croazia.

### Architetture militari
La città di Pola è conosciuta per la presenza di diversi monumenti d'epoca romana che hanno un ottimo stato di conservazione. Il più celebre, visto che la sua rilevanza travalica i confini nazionali croati, è l'Arena di Pola. Anfiteatro romano risalente al I secolo d.C., è tra le quattro arene romane meglio conservate al mondo (le altre sono l'Arena di Verona, l'Arena di Arles e l'Arena di Nîmes), tant'è che è ancora oggi usata per spettacoli teatrali. Gli altri monumenti romani ancora ben conservati a Pola sono l'Arco dei Sergi e il Tempio di Augusto e della dea Roma, che insieme all'Arena di Pola erano tra le architetture presenti nel foro romano di Pola che venne realizzato, insieme agli altri tre monumenti citati, ai tempi dell'imperatore Augusto.
Quasi tutte le porte cittadine romane giunte sino a noi di Pola risalgono alla metà della II secolo d.C., che rimpiazzarono quelle precedenti, costruite anch'esse ai tempi di Augusto. Sono tutte costituite da due archi, da colonne, da un architrave orizzontale e da fregi. La Porta Gemina è un'altra porta cittadina di Pola, oltre all'Arco dei Sergi, risalente all'epoca romana e in origine chiamato Porta Aurea, che un tempo caratterizzavano le mura difensive romane, poi andate completamente demolite all'inizio del XIX secolo.
L'unica porta d'epoca augustea ancora esistente è Porta Erculea, che risale al I secolo d.C. Sulla chiave di volta di ogni arco è scolpito in altorilievo il volto di Ercole. Un'iscrizione presente sulla Porta Erculea menziona i nomi di Lucio Calpurnio Pisone Cesonino e di Gaio Cassio Longino, che furono i senatori che rifondarono Pola ai tempi del principato di Augusto, da cui si deduce che la città fu completamente ricostruita tra il 47 a.C. e il 44 a.C.
Altra architettura militare presente a Pola è il castello, fortezza veneziana che sovrasta l'abitato provvista di imponenti mura difensive. Situato sulla sommità del colle principale della città, che si trova in corrispondenza del centro storico.

### Siti archeologici
Nei dintorni di Pola sono presenti alcuni siti archeologici ascritti all'epoca romana e formati perlopiù da resti di ville romane e di templi pagani. Lungo i fondali del tratto di mare di fronte alla città è possibile trovare, grazie all'archeologia subacquea, reperti di navi affondate durante la prima guerra mondiale. Nel territorio del vicino comune di Valle sono state scoperte impronte fossili di dinosauri.

### Vie e piazze
- La via Sergia, in croato Ulica Sergijevaca, strada principale che porta dall'Arco dei Sergi a piazza Foro.
- Piazza Dante Alighieri, in croato Danteov Trg, con la chiesa della Madonna della Misericordia, la cui abside dà verso via Sergia, e il palazzo delle Poste, in stile fascista.
- Viale Giovanni Carrara, in croato Carrarina Ulica. In Epoca Jugoslava era denominata Ulica Mate Balote.

### Aree naturali
- Bosco Siana, area naturale situata all'estremo confine orientale della città, all'altezza della baia di Pola, che si trova invece sul lato opposto.

## Società

### Evoluzione demografica
Abitanti censiti (migliaia):

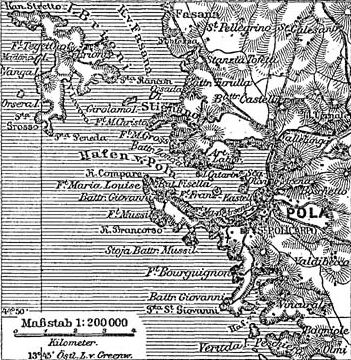
Mappa di Pola nel 1888

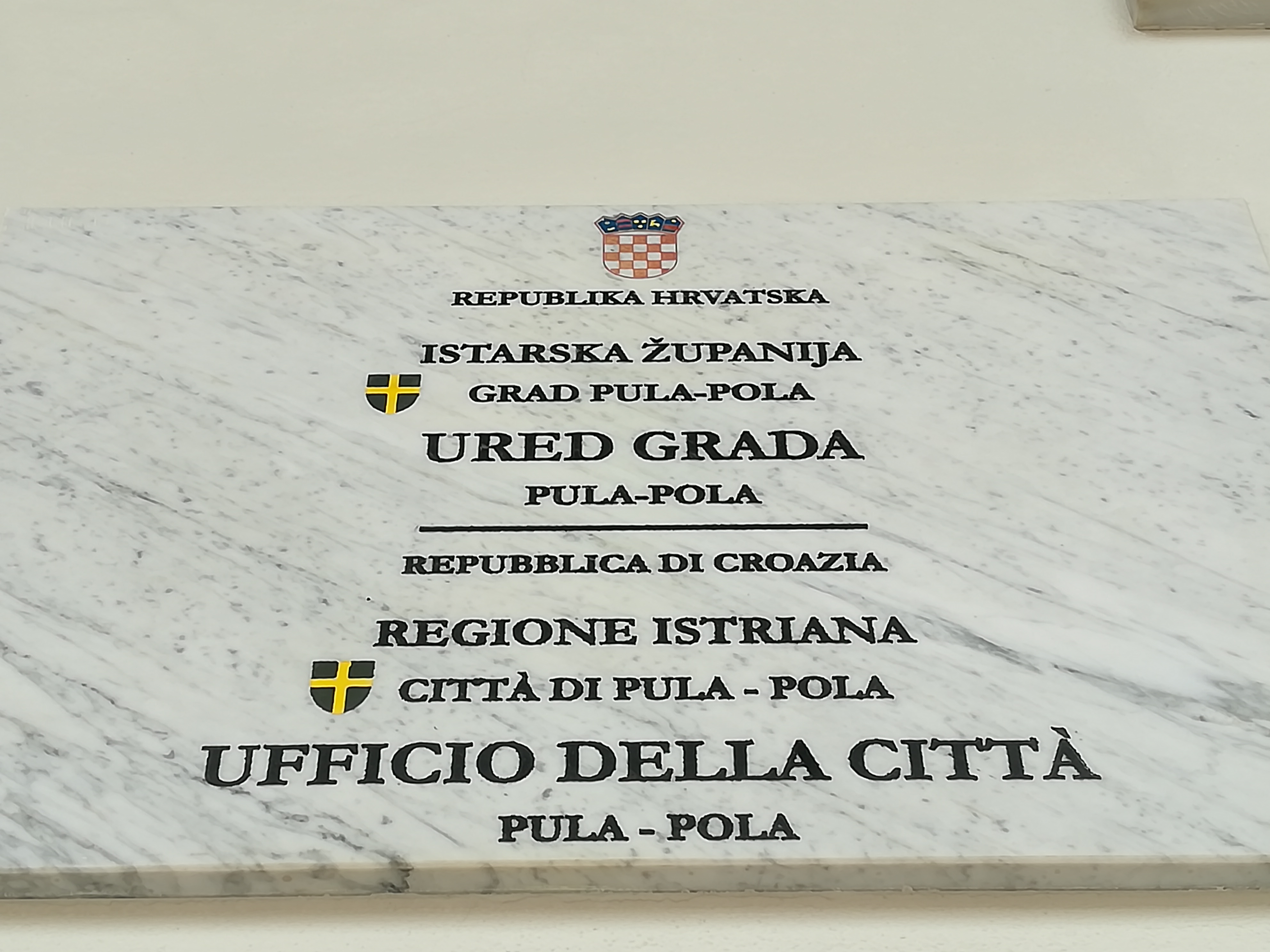
Targa bilingue croato-italiano su edificio pubblico a Pola

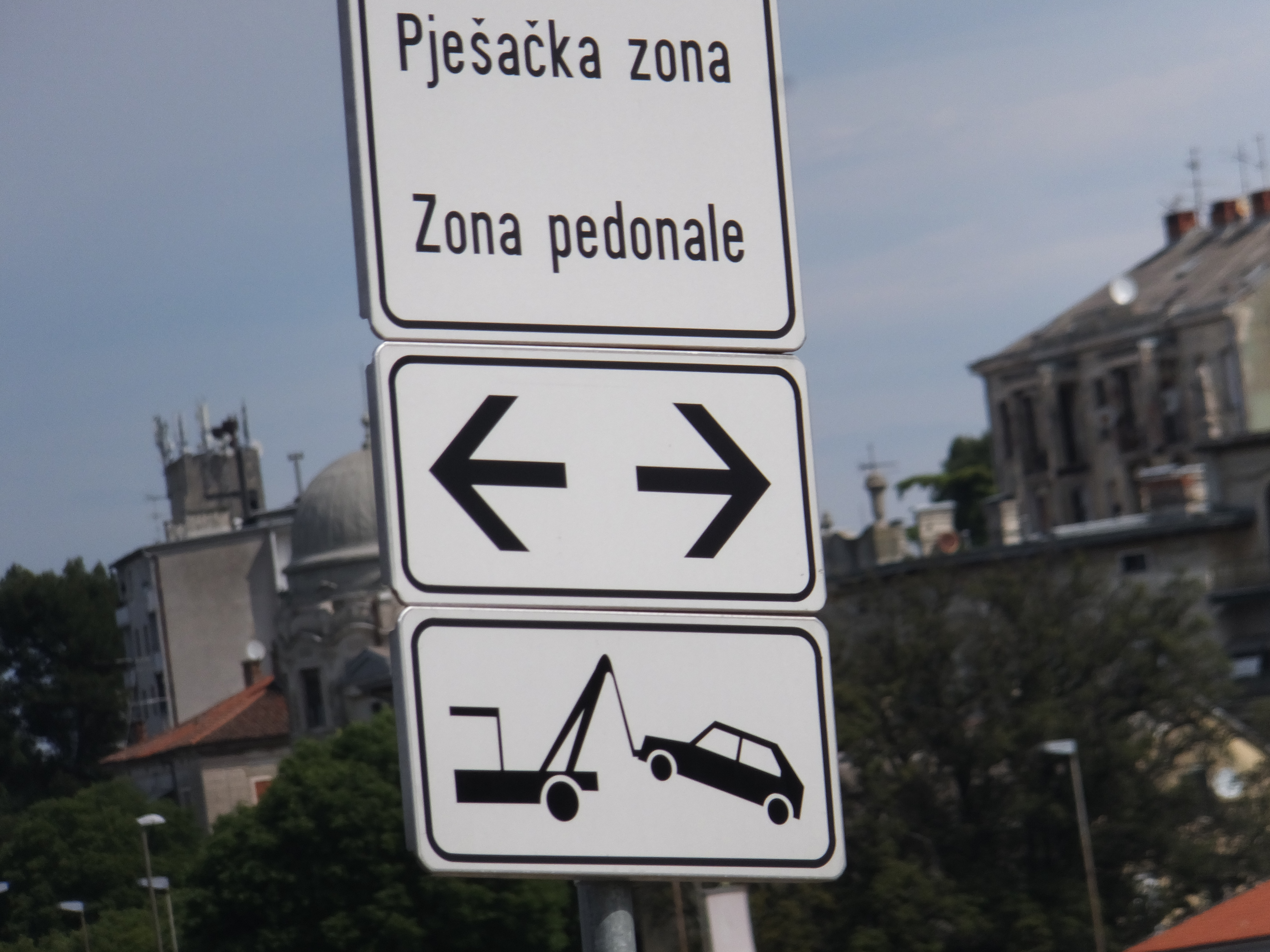
Cartello stradale bilingue croato-italiano a Pola

L'area metropolitana di Pola raggiunge i 90 000 abitanti circa, con la popolazione compresa all'interno dei confini comunali della città che arriva (dato del censimento 2011) a 57 765 persone. In particolare, l'area metropolitana di Pola include le municipalità di (nome italiano/nome croato) Barbana/Barban (2 802 abitanti), Fasana/Fažana (3 050 abitanti), Lisignano/Ližnjan (2 945 abitanti), Marzana/Marčana (3 903 abitanti), Medolino/Medulin (6 004 abitanti), Sanvincenti/Svetvinčenat (2 218 abitanti) e Dignano/Vodnjan (5 651 abitanti).
Da notare, nel grafico soprastante, il drastico calo di abitanti di Pola nel 1948, che fu causato dall'esodo della maggioranza dell'etnia italiana, che all'epoca costituiva la larga parte dei residenti a Pola: lasciarono infatti Pola 28.058 abitanti (tutti di etnia italiana) su circa 31.000 residenti totali, che furono gradualmente e contestualmente sostituiti da nuovi abitanti di origine slava.
Oggi la maggioranza dei cittadini di Pola sono croati (rappresentanti il 77,37% della popolazione totale in base al censimento del 2011). Le più consistenti minoranze etniche sono i serbi (6,01%), gli italiani (4,43%), i bosniaci (3,5%) e gli sloveni (0,9%).

### La presenza autoctona di italiani
Nel 1910 Pola aveva 58 562 abitanti totali, di cui il 45,8% erano italiani, il 15,2% croati, mentre il resto della popolazione era per la maggior parte di etnia tedesca. Come già accennato, la presenza italiana a Pola è drasticamente diminuita dopo la seconda guerra mondiale, con il passaggio della città alla Jugoslavia, in seguito all'esodo giuliano dalmata.
Oggi la città, come la maggior parte dell'Istria, adotta ufficialmente il bilinguismo (italiano e croato). L'attuazione di questa disposizione varia a livello comunale, quindi i singoli provvedimenti che si riferiscono all'applicazione della lingua italiana nei vari ambiti cambiano da comune a comune. Nel 1947 il serbo-croato venne imposto come lingua ufficiale, ma fu con le sollevazioni antitaliane organizzate nel 1953, che portò poi nell'anno successivo al ritorno di Trieste all'Italia, che vennero distrutte tutte le scritte, le insegne e i cartelli in italiano, che scomparvero completamente da Pola.
Dopo anni e in seguito a numerose richieste, con la protezione delle minoranze garantita dalla Costituzione della Croazia, è stato ufficialmente ripristinato in parte il bilinguismo (la città si chiama ora ufficialmente Grad Pula - Città di Pola). Tra le tante iscrizioni sistematicamente bilingui vi sono le targhe commemorative che ricordano l'uccisione di cittadini polesani e di partigiani da parte di fascisti tra 1943 e 1945.
Nella città polesana, è presente la locale Comunità degli Italiani di Pola fondata nel 1946. Lo storico sodalizio aderisce all'Unione Italiana.

### Lingue e dialetti

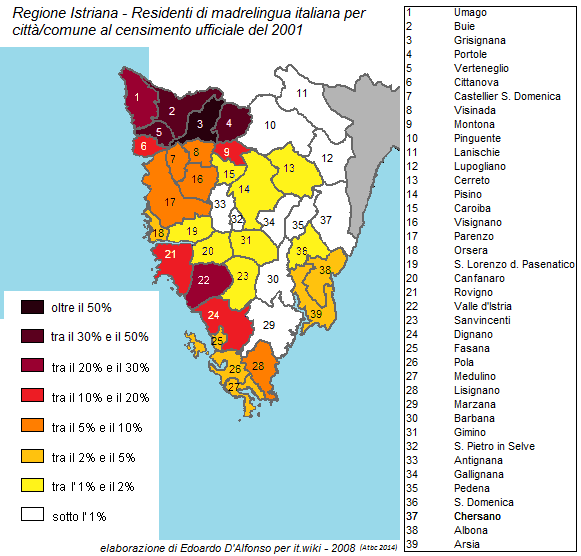
Mappa della Regione istriana, una delle regioni della Croazia, indicante i residenti di madrelingua italiana per città e comuni, registrati al censimento ufficiale croato del 2001

| %      | Ripartizione linguistica (gruppi principali) |
| ------ | -------------------------------------------- |
| 88,38% | madrelingua croata                           |
| 4,87%  | madrelingua italiana                         |
| 1,10%  | madrelingua slovena                          |
| 1,68%  | madrelingua serba                            |

| %      | Ripartizione linguistica (gruppi principali) |
| ------ | -------------------------------------------- |
| 1,30%  | madrelingua bosniaca                         |
| 88,02% | madrelingua croata                           |
| 4,33%  | madrelingua italiana                         |
| 1,54%  | madrelingua serba                            |

## Cultura

### Istruzione

#### Musei
- Museo archeologico dell'Istria (MAI - Arheološki muzej Istre)[50][51]
- Museo d'arte contemporanea dell'Istria[52]
- Gallerie sotterranee Zerostrasse[53]
- Kunstkafe Cvajner[54]
- Museo – Galleria "Cuori Sacri" ("Sveta srca")[55]
- Galleria Comunale (opere dalla collezione di Anton Motika)[56]
- Acquario di Pola (Aquarium Pula), all'interno della Fortezza di Verudella[57]

## Geografia antropica

### Suddivisioni amministrative

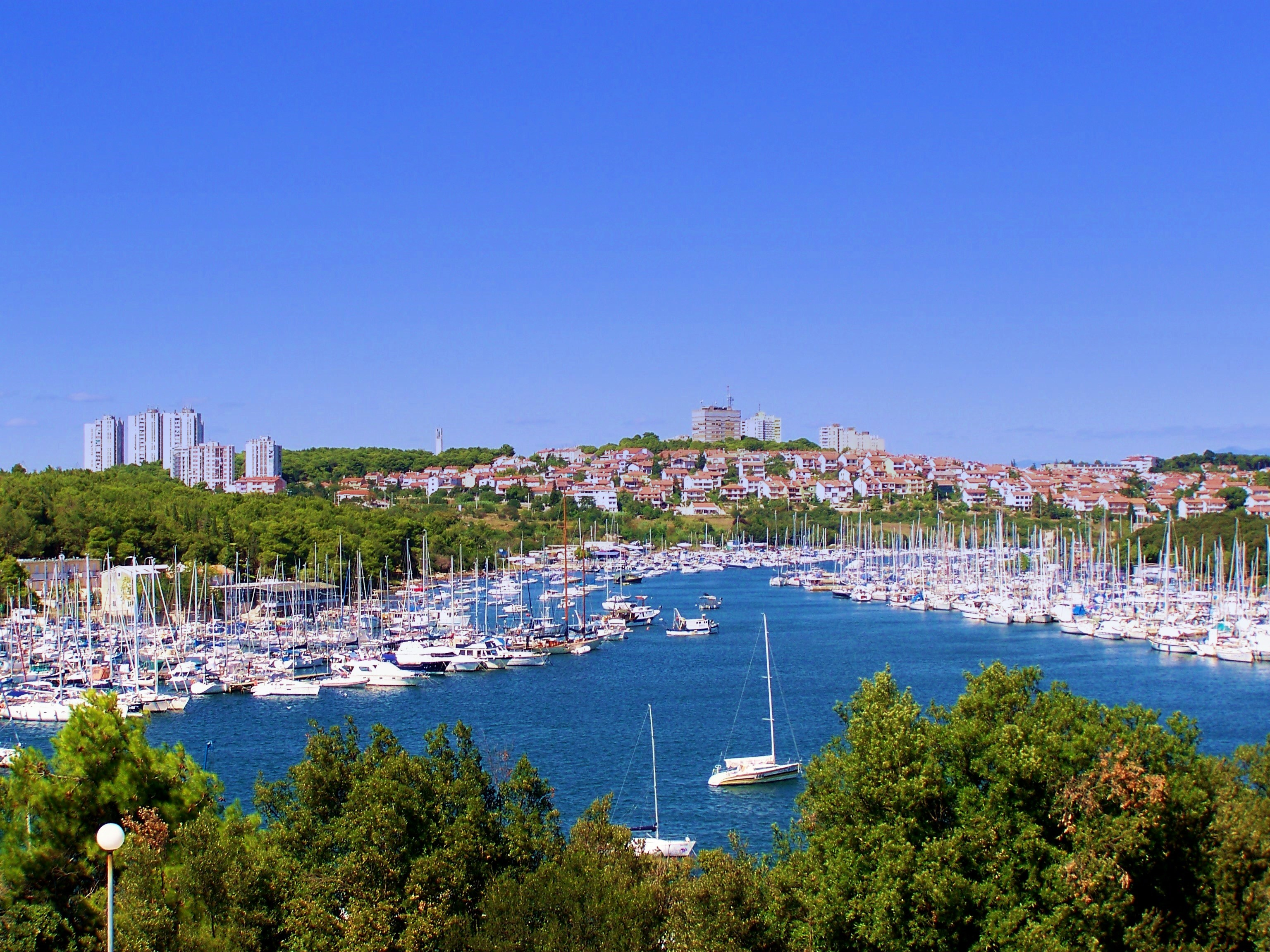
Veduta di Marina di Veruda

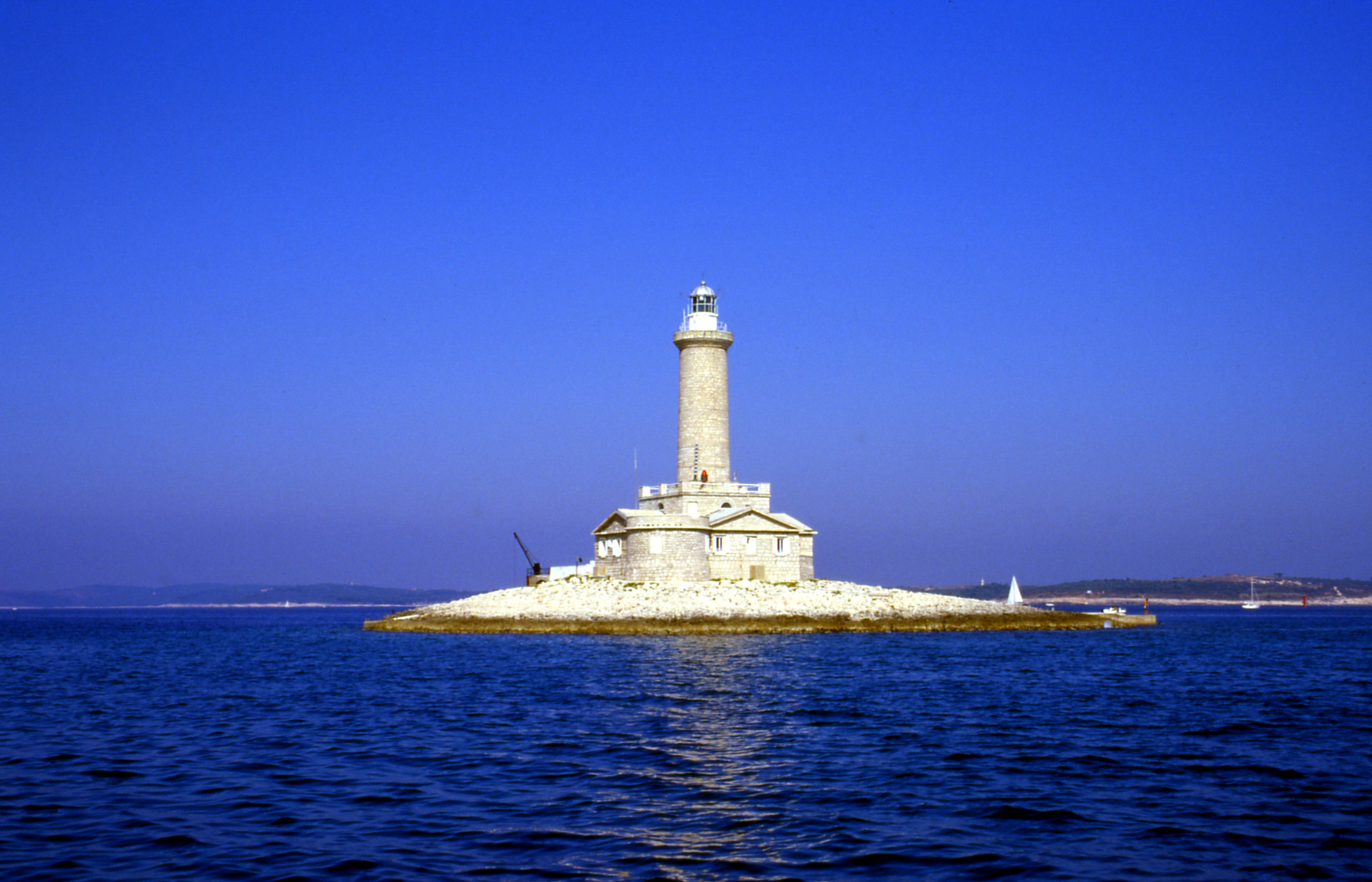
Faro dell'isola di Porer

La città di Pola è divisa in sedici Comitati locali (Mjesni odbori) a cui afferiscono i rioni (četvrti):
- Città Vecchia (Stari Grad)
a cui afferiscono i rioni cittadini di: Città (Grad), San Martino (Sveti Martin), Port'Aurea (Portarata) e Arsenale (Arsenal): 4.803 ab.
- Castagner (Kaštanjer)
a cui afferisce il rione cittadino di: Castagner (Kaštanjer): 5.166 ab.
- Monte Zaro (Monte Zaro)
a cui afferisce il rione cittadino di: Monte Zaro (Monte Zaro): 3.502 ab.
- San Policarpo – Sisplaz (Sv. Polikarp – Sisplac)
a cui afferiscono i rioni cittadini di: San Policarpo (Sveti Polikarp), Ospedale della Marina (Mornarička bolnica) e Sisplaz (Sisplac): 7.776 ab.
- Veruda (Veruda)
a cui afferiscono i rioni cittadini di: Veruda, Valsaline
e le zone turistiche cittadine di Monsival, Saccorgiana e Verudella: 5.698 ab.
- Stoia (Stoja)
a cui afferiscono i rioni cittadini di: Musil, Vergarola, San Pietro (Sveti Petar), Baracche (Barake) e Valcane (Valkane)
e le zone turistiche cittadine di: Valovine e Stoia (Stoja): 1.622 ab.
- Nuova Veruda (Nova Veruda)
a cui afferiscono i rioni cittadini di: Monte Paradiso (Vidikovac)
e le zone turistiche cittadine di: Marina Veruda, Fischerhutte e Bunarina: 2.748 ab.
- Siana (Šijana)
a cui afferiscono i rioni cittadini di: Siana (Šijana) e Monteghiro
e i sobborghi Valica  Illiria (Valica-Ilirija), Vidrian (Vidrijan) e Vernal: 6.897 ab.
- Stignano (Štinjan)
a cui afferisce il rione cittadino di: Stignano (Štinjan)
e le zone turistiche cittadine di: Puntacristo (Puntakristo), Puntisella (Puntižela), Valdežunac e Camulimenti
e le isole di: San Girolamo (Sv. Jerolim), Cosada (Kozada) e Santa Caterina (Sv. Katarina): 1.366 ab.

- Monte Grande (Veli Vrh)
a cui afferiscono i rioni cittadini di: Monte Grande (Veli Vrh), Paganor e Carsiole (Karšiole)
e il sobborgo turistico di: Vallelunga: 2.944 ab.
- Bussoler (Busoler)
a cui afferiscono i sobborghi di: Bussoler (Busoler), Scattari (Škatari), Sichici (Šikići), Valmade, Moteserpo-Comunal (Monteserpo- Komunal), Kaiserwald e Campi d'Altura (Valtursko polje): 2.366 ab.
- Valdibecco (Valdebek)
a cui afferiscono i sobborghi di: Valdibecco (Valdebek) e Dolinka: 2.266 ab.
- Arena (Arena)
a cui afferiscono i rioni cittadini di: Arena (Arena), Croatia e Stazione ferroviaria (Kolodvor): 4.971 ab.
- Monteparadiso (Vidikovac)
a cui afferiscono i rioni cittadini di: Monte Rizzi (Monte-rizzi) e Drenovica: 5.883 ab.
- Grega (Gregovica)
a cui afferiscono i rioni cittadini di: Pragrande, San Michele (Sveti Mihovil), Ospedale (Bolnica) e Grega (Gregovica): 2.680 ab.
- Monvidal (Monvidal)
a cui afferisce il rione cittadino di: Monvidal: 2.044 ab.

### Altre località del territorio
Il comune di Pola è diviso anche in tre insediamenti (naselja):
- Isole Brioni (Brijuni)
- Pola (Pula), sede civica e comunale
- Stignano (Štinjan)

## Economia

### Industria

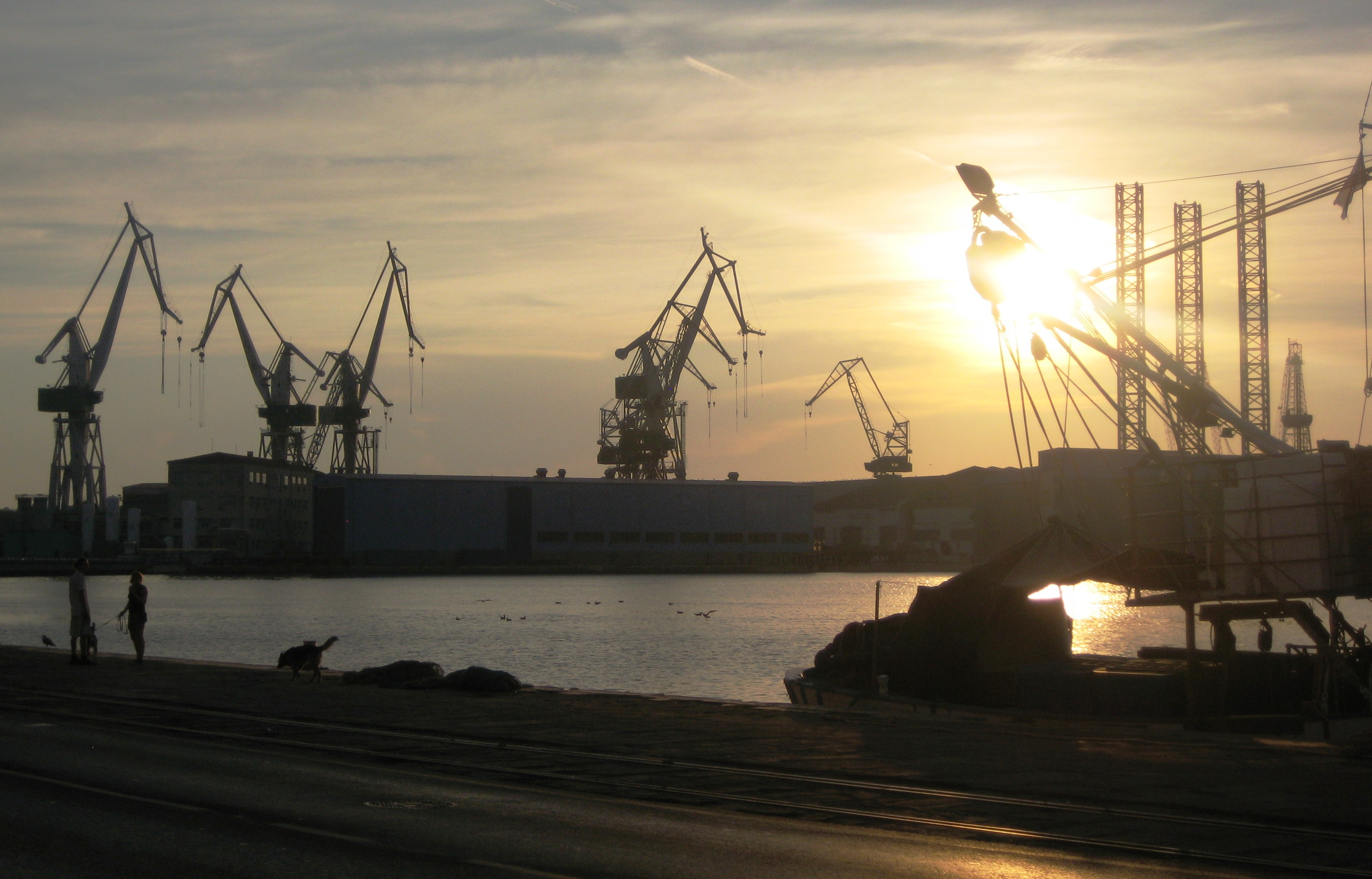
Il cantiere navale di Pola

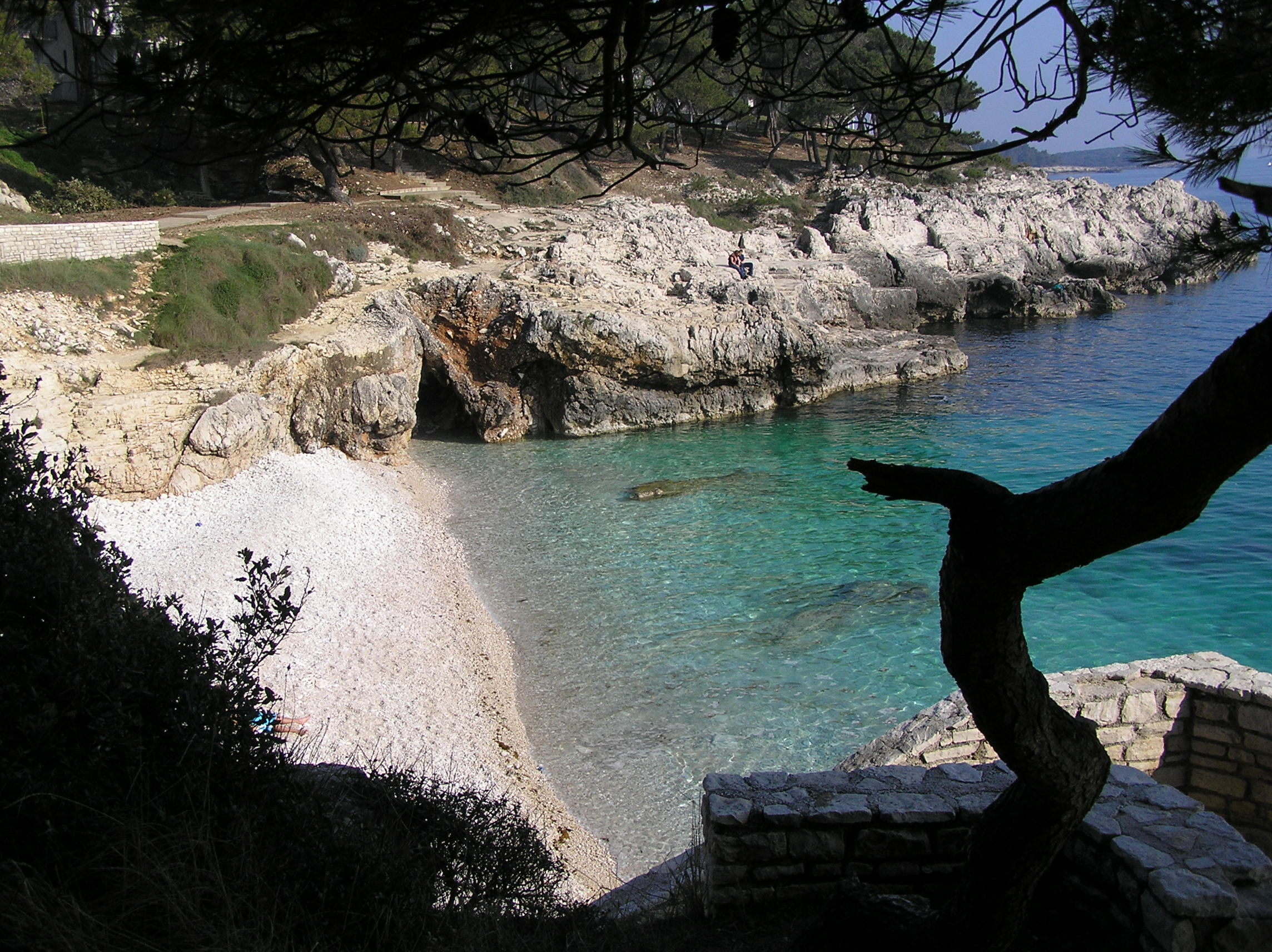
Una delle calette di Pola

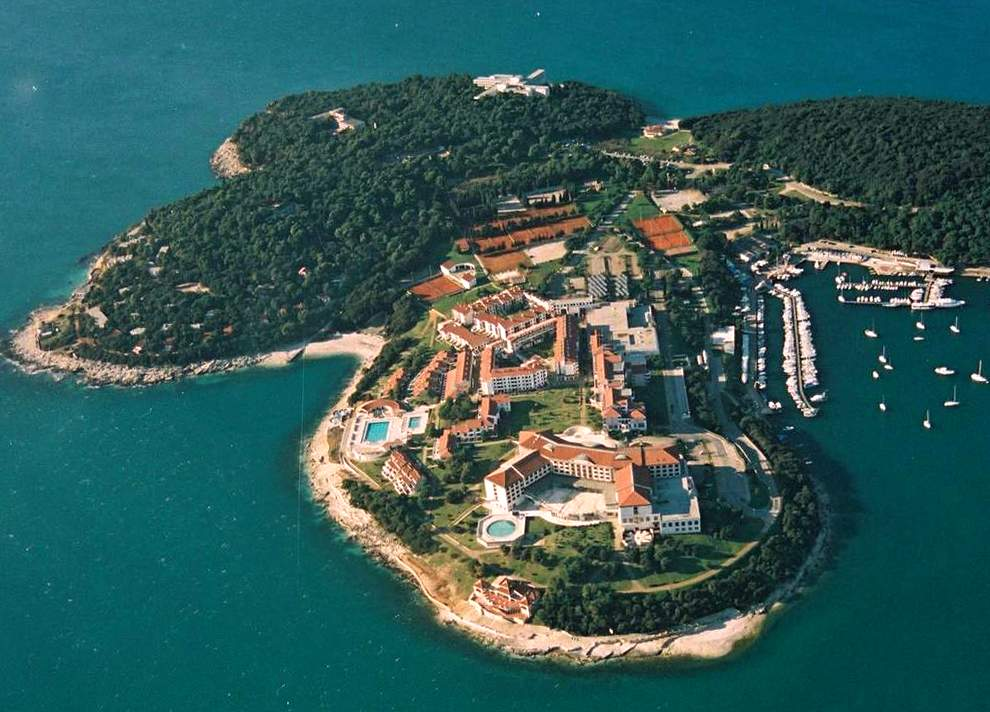
La penisola di Verudela

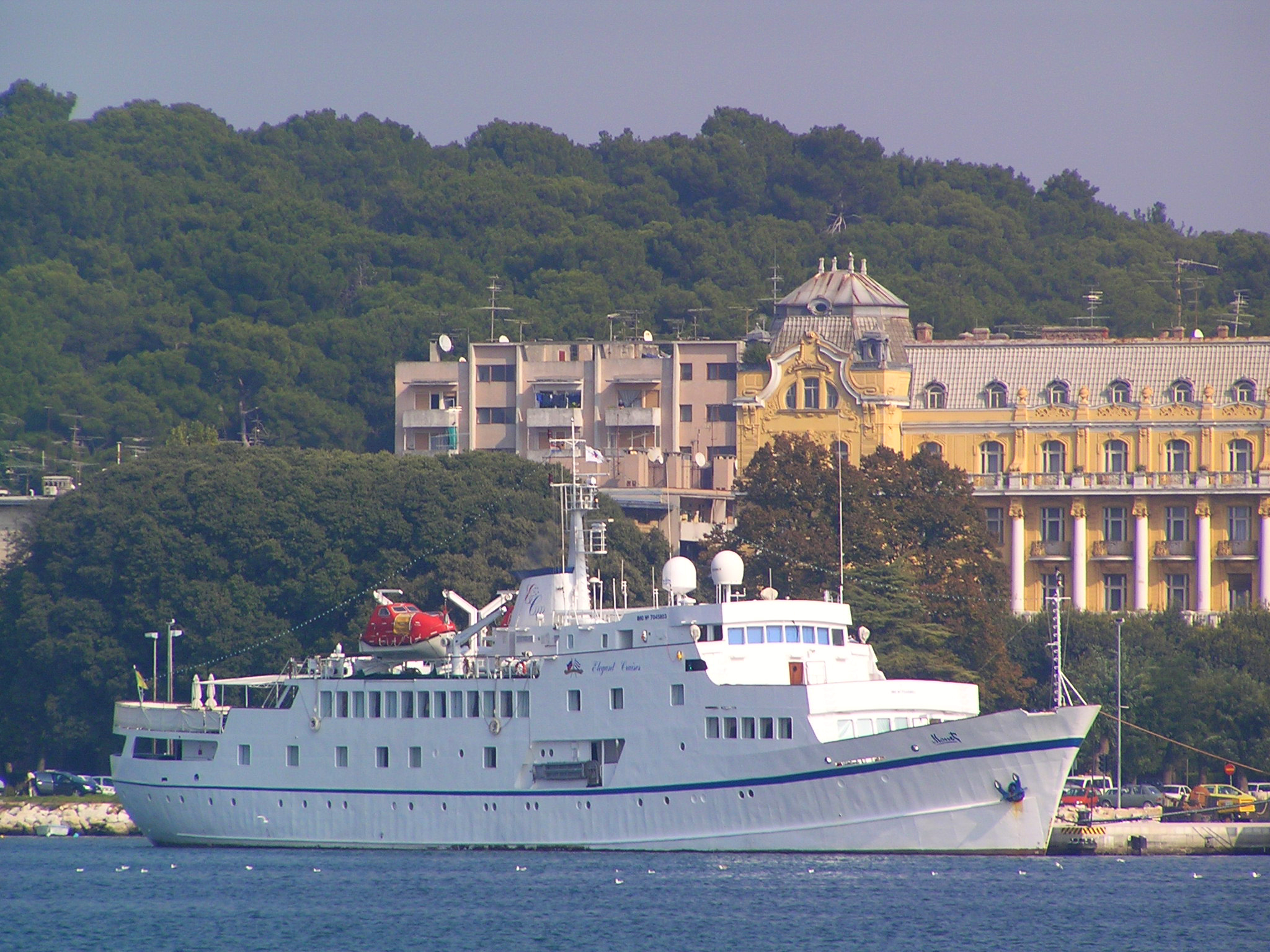
Una nave passeggeri con alle spalle il Riviera Hotel

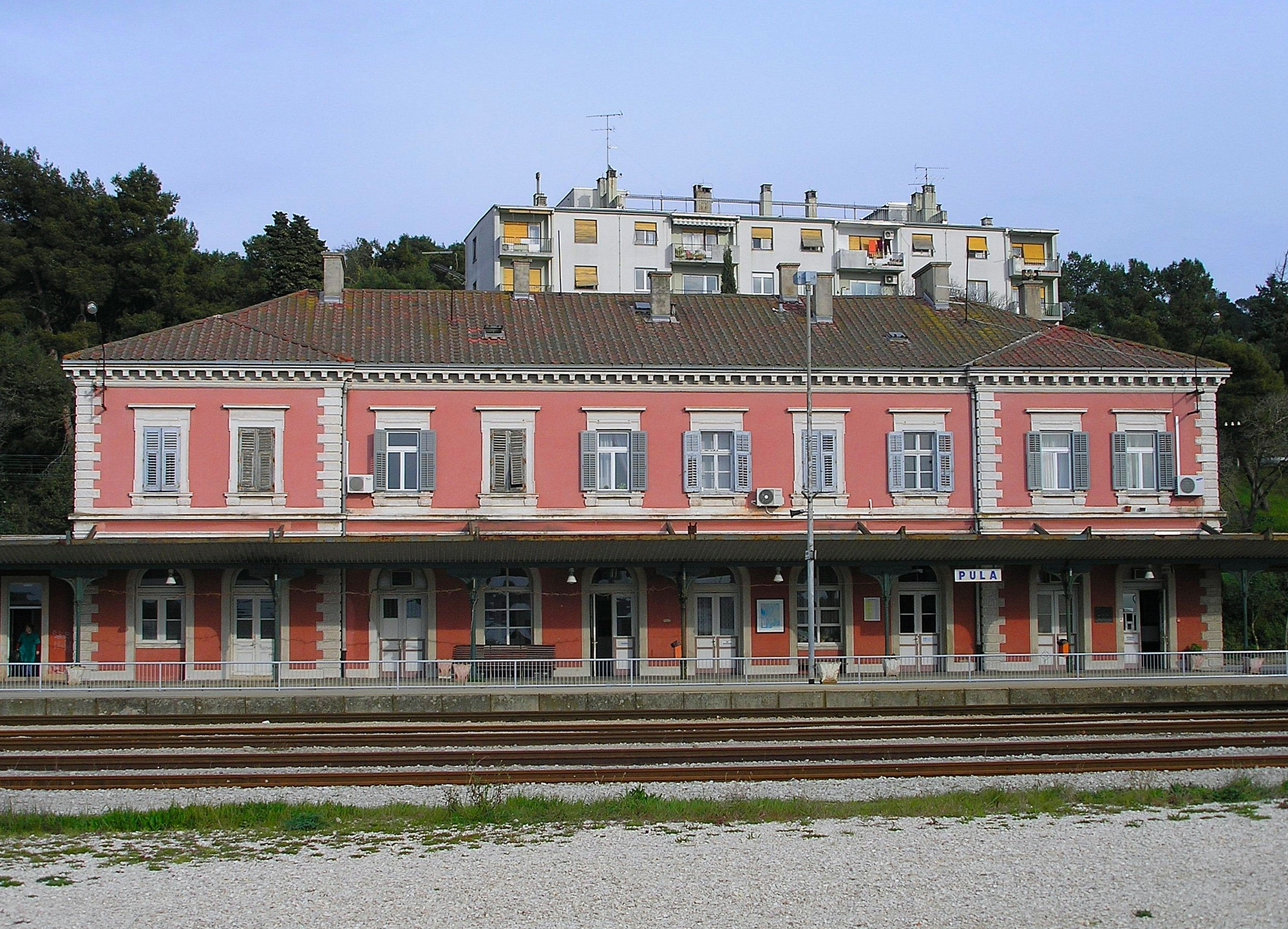
La stazione ferroviaria di Pola

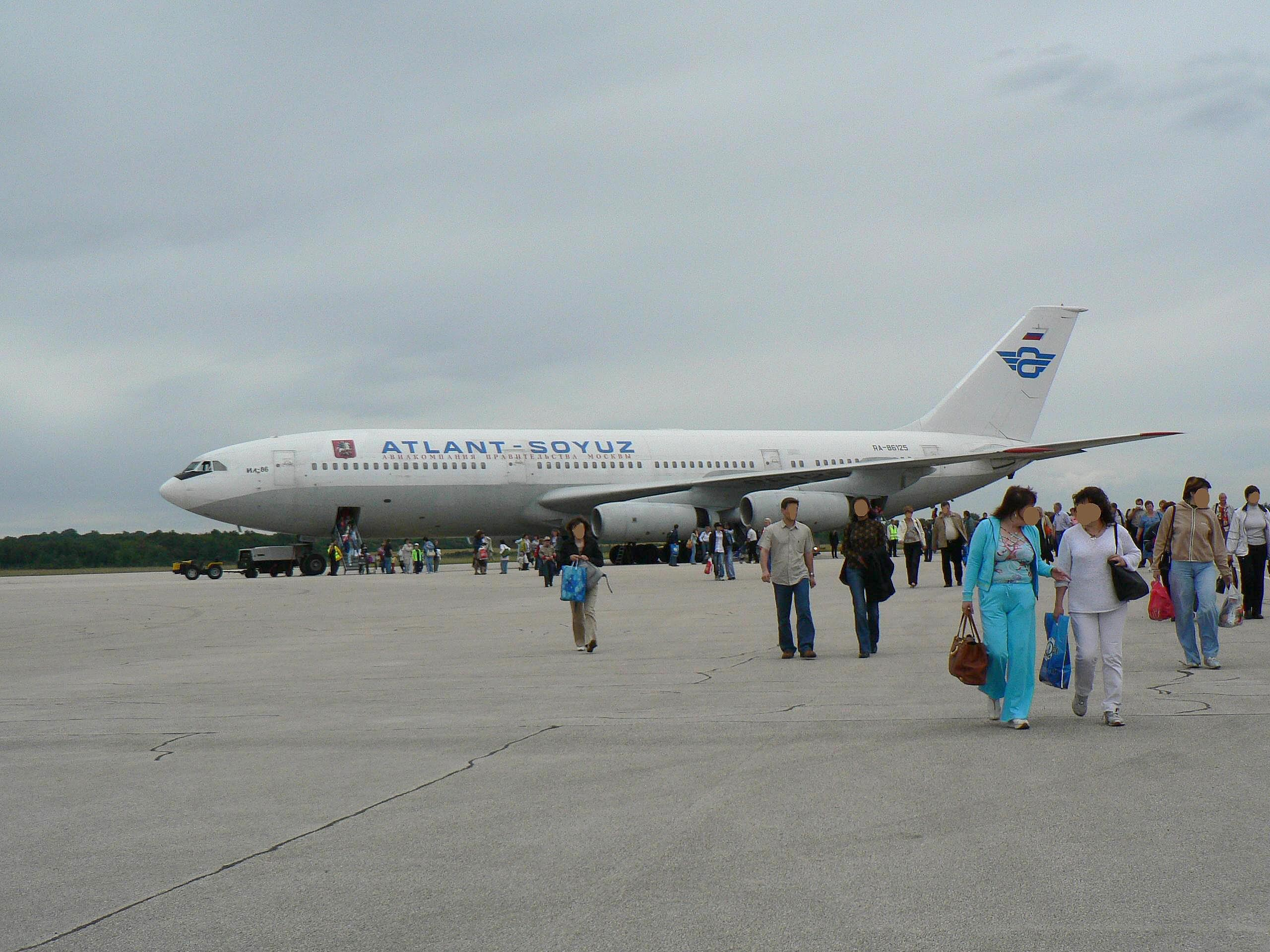
Un Ilyushin Il-86 della russa Atlant-Sojuz all'Aeroporto di Pola

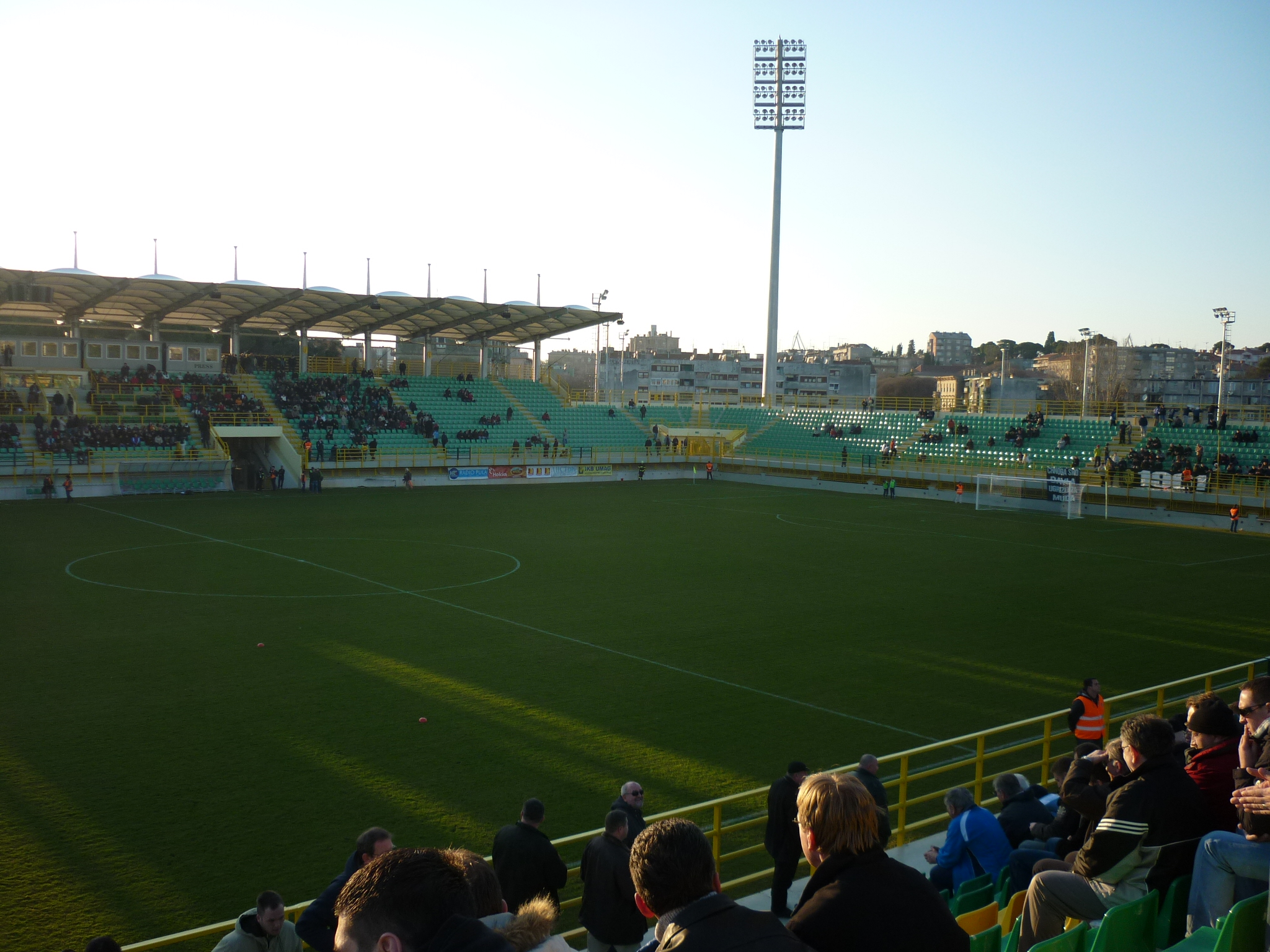
Stadio Aldo Drosina

Pola ha un tessuto industriale formato principalmente da cantieristica navale, industrie manifatturiere, industrie alimentari, industrie edili e industrie metallurgiche.

### Turismo
Lungo la costa adriatica di pertinenza del comune di Pola ci sono numerose aree turistiche frequentate perlopiù nella stagione estiva, tra cui le isole Brioni, già soggiorno turistico del maresciallo Tito. Pola è una popolare destinazione balneare di livello internazionale che offre servizi di balneazione, pesca, immersione in relitto e vela.
Pola è la destinazione finale dell'itinerario ciclistico EuroVelo 9, che inizia a Danzica, città che si trova in Polonia lungo il Mar Baltico, e che continua attraversando la Polonia, la Repubblica Ceca, l'Austria, la Slovenia e infine la Croazia.

## Infrastrutture e trasporti

### Ferrovie
Nella città istriana è presente la stazione di Pola, stazione ferroviaria capolinea della ferrovia Istriana. Dalla stazione prosegue in direzione sud un raccordo ferroviario per il Cantiere navale di Pola, che giunge sull'isolotto di Scoglio Olivi, l'unica isola croata collegata alla terraferma tramite ferrovia.

### Porti
Il porto di Pola, che si trova nel quartiere di Marina di Pola (cro. Marina di Pula) e che è ricavato in una baia ben protetta dalle correnti marine, è servito da diverse linee di navigazione. Ha una profondità compresa tra i 4 e 6 metri, una lunghezza di 40 metri e possiede 194 posti barca.

### Aeroporti
Nella città istriana è situato l'aeroporto di Pola, che è un aeroporto internazionale avente destinazioni dirette principalmente verso altre città dell'Istria. Si compone di due parti: una civile con terminal aeroportuale passeggeri e una militare, dove è situata la Base aerea 92 di Pola e il 22º stormo dell'aeronautica militare croata, composto dal MiG-21 bis/UM. L'aeroporto di Pola, che nel 1990 ha registrato il suo picco di traffico, con 670 000 passeggeri, per quasi dieci anni, a causa della guerra in Croazia, non ha mai superato nemmeno il decimo di quel record. Tuttavia, da un po' di anni a questa parte, il suo traffico è in continua ascesa, attestandosi nel 2007 a 377 341 passeggeri all'anno.
Dal 2015 Pola è anche presente un idroscalo situato nelle acque marine nei pressi della costa, che è adibito a servizio di idrovolanti le cui destinazioni sono Fiume, le isole di Arbe e di Lussino, che sono situate entrambe nel Quarnaro.

### Mobilità urbana
Pola possedeva un sistema tranviario elettrico che era stato realizzato nel 1904 durante la crescita economica che avvenne nell'epoca austroungarica. Dopo la prima guerra mondiale, durante l'epoca fascista, la necessità di possedere questo tipo di infrastruttura declinò ed esso venne completamente smantellato nel 1934.
Attualmente la città possiede una rete di autobus urbani gestiti dall'azienda municipalizzata PulaPromet d.o.o.

### Mobilità extraurbana
Pola è il più importante scalo di autobus extraurbani dell'Istria. È situato alla periferia della città poco più a ovest dell'Arena di Pola. Da qui parte un ramificato servizio di linee di autobus cittadini, regionali e internazionali. Pola è sede di diverse aziende di autobus tra cui la compagnia che gestisce le linee urbane di Pola. C'è anche una linea garantita e diretta che collega Pola a Trieste e Venezia, la cui frequenza aumenta durante la stagione primaverile e soprattutto quella estiva.

## Amministrazione

### Gemellaggi
Pola è gemellata con le seguenti città:
- Graz, dal 1972 (partnership dal 1961)[65]
- Treviri, dal 1971
- Imola, dal 1972[66]
- Benevento, dal 1977
- Verona, dal 1982
- Kranj, dal 1974
- Čabar, dal 1974
- Varaždin, dal 1979
- Novorossijsk, dal 1997[67]
- Veles, dal 2002
- Seghedino, dal 2003
- Villefranche-de-Rouergue, dal 2005
- Hekinan, dal 2007
- Vienna
- Pécs
- Brno
- Užhorod

## Sport
La città ospita due squadre di calcio quasi omonime, il Nogometni klub Istra 1961 e il Nogometni klub Istra. Pola è sede di diverse società sportive quali l'OK OTP Banka Pula (pallavolo), l'RK Arena (pallamano), il KK Stoja e il KK Pula1981 (pallacanestro), l'SK Arena (nuoto), il JK Istarski borac e la JK PulaFit (judo), il VK Istra (canottaggio), il Smrikve Tennis Club (tennis).
Il 23 maggio 2004 la 14ª tappa del Giro d'Italia 2004 si è conclusa a Pola con la vittoria di Alessandro Petacchi. Tra le strutture sportive, degno di nota è lo stadio Aldo Drosina, che è utilizzato per gli incontri calcistici di club e della Nazionale di calcio della Croazia.